# Battaglia dell'Atlantico (1939-1945)
La battaglia dell'Atlantico (termine coniato nel 1941 dal primo ministro britannico Winston Churchill) fu la campagna militare, navale e aerea che si protrasse più a lungo e con maggiore continuità di tutta la seconda guerra mondiale. Cominciata contemporaneamente all'avvio delle ostilità, durò fino alla capitolazione della Germania, raggiungendo il suo apice, come tonnellaggio di naviglio affondato, nel periodo tra il 1940 e il 1943.
All'inizio della guerra la Kriegsmarine impiegò unità di superficie e sottomarine al fine di limitare il flusso di approvvigionamenti, provenienti dagli Stati Uniti, alla Gran Bretagna e successivamente all'Unione Sovietica attraverso i convogli che attraversavano l'Atlantico, scortati da navi britanniche, canadesi e dopo il 7 dicembre 1941 anche statunitensi; dopo l'entrata in guerra dell'Italia e fino all'8 settembre 1943 alle unità sottomarine tedesche si unirono anche alcuni sommergibili della Regia Marina.
Le parti in conflitto erano consapevoli dell'importanza della battaglia dell'Atlantico per le sorti della guerra in Europa; il Regno Unito, memore del ruolo giocato dalla guerra sottomarina indiscriminata, condotta dalla marina tedesca nel corso della prima guerra mondiale, s'impegnò al massimo per mantenere le sue vitali comunicazioni marittime e inoltre cercò un maggior coinvolgimento militare statunitense nel sistema dei convogli mentre, sul fronte opposto, Adolf Hitler, pur cosciente dell'importanza della lotta contro il naviglio mercantile del nemico, emanò disposizioni al fine di evitare qualsiasi ostilità verso il naviglio statunitense per non fornire pretesti alla potenza americana per entrare direttamente in guerra, disposizioni che in alcune occasioni furono tuttavia disattese.
La battaglia conobbe sensibili variazioni di intensità, ma, a partire dal 1943, la situazione volse a netto favore degli Alleati, che furono in grado di conquistare il predominio nella guerra di superficie grazie alla loro schiacciante superiorità di mezzi, e anche di contrastare efficacemente, grazie anche all'impiego di strumenti, come il radar e il sonar, e di tattiche nuove, come i pattugliatori navali, le portaerei di scorta e gli aerei a lungo raggio, i raggruppamenti di sommergibili della Kriegsmarine, che, dopo un inizio a loro favorevole e notevoli successi parziali, cominciarono progressivamente a subire grosse perdite fino alla definitiva sconfitta.

## Obiettivi strategici
La conduzione della guerra contro i tedeschi richiedeva al Regno Unito un notevole sforzo in termini di materiali e materie prime, che le erano garantite dalle importazioni provenienti dalle colonie d'oltremare e dall'aiuto statunitense. L'affondamento di un'aliquota elevata del tonnellaggio mercantile a disposizione, con conseguente riduzione dell'afflusso di materiali, avrebbe potuto causare gravi problemi alle capacità di resistenza britannica, in particolare durante il periodo della guerra (1940-1941) in cui il Regno Unito si trovò a resistere da solo contro il Terzo Reich e i suoi alleati.
Negli anni successivi, con l'ingresso degli Stati Uniti in guerra e le crescenti difficoltà del Terzo Reich anche sul fronte sovietico, l'obiettivo difensivo degli Alleati divenne un obiettivo offensivo: impedire agli U-Boot di affondare troppo naviglio permettendo quindi l'afflusso di truppe, armi e materiali per organizzare l'attacco finale alla "fortezza Europa" e sconfiggere la Germania. Nonostante il grande impegno e notevoli successi parziali, i tedeschi fallirono nei loro piani in entrambe le fasi della battaglia, non riuscendo a interrompere in modo definitivo le comunicazioni marittime della Gran Bretagna né a impedire la concentrazione di forze nemiche nelle isole britanniche in vista dell'apertura del secondo fronte.

## Le diverse posizioni in materia di guerra sul mare
Il commodoro Karl Dönitz adottò una strategia detta Rudeltaktik ("tattica della muta", o "branco di lupi" nella terminologia della Kriegsmarine), secondo la quale gruppi di U-Boot avrebbero sferrato attacchi coordinati a singole navi mercantili o interi convogli in pieno oceano e avrebbero sopraffatto qualunque nave da guerra posta a loro difesa. Dönitz affermò che per vincere la guerra sarebbero stati necessari trecento sommergibili in grado di operare nell'oceano, con cui promise di «strangolare» l'Impero britannico affamando il Regno Unito fino alla resa.

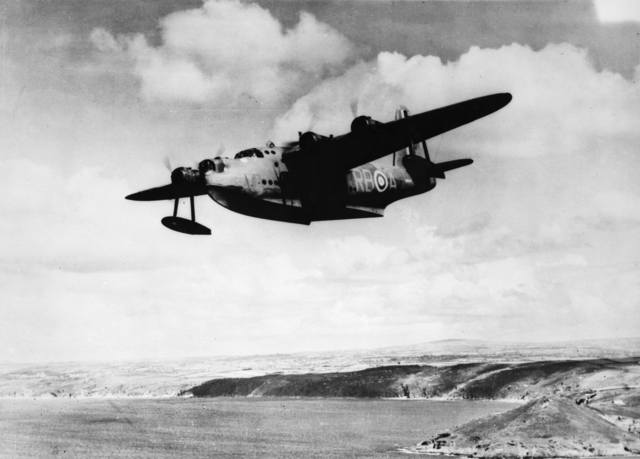
Uno Short Sunderland del famoso 10º Squadron della RAAF in forza al Coastal Command comincia il suo pattugliamento antisommergibili a Pembroke Dock, Galles

Questa strategia, in contrasto con il tradizionale impiego dei sommergibili adottato dalla maggior parte delle altre marine e diretto principalmente contro le navi da guerra nemiche, riprendeva in parte le concezioni della marina tedesca durante la prima guerra mondiale; nel 1917 i sommergibili tedeschi avevano sfiorato la vittoria nella prima guerra mondiale, affondando quasi sette milioni di tonnellate di naviglio mercantile. La Gran Bretagna aveva reagito ricorrendo ai convogli e scatenando una durissima guerra antisommergibile che aveva infine costretto nel 1918 gli U-Boot entro i loro porti. Ma dopo la caduta della Francia nel 1940 gli U-Boot non erano più relegati nelle sole basi tedesche, potendo operare dalle basi di Lorient e Saint-Nazaire, e il Regno Unito era privo di aerei da pattugliamento dotati di autonomia sufficiente a coprire le vastità degli oceani. Per molto tempo la Gran Bretagna si affidò solamente all'idrovolante quadrimotore Short Sunderland con 600 miglia di autonomia, ma gli esemplari a disposizione erano comunque troppo pochi e questi velivoli, in ogni caso, non avevano le capacità offensive proprie di un bombardiere a lungo raggio che, del resto, all'inizio della battaglia non era neanche disponibile.
L'Impero giapponese aveva applicato la dottrina classica di guerra navale che riteneva sufficiente la disponibilità di una potente flotta di superficie basata sulla velocità e sulla potenza di fuoco, e non utilizzò mai i sommergibili per attacchi ai porti o ai convogli, venendo alla fine sconfitto anche a causa della quasi totale distruzione del suo naviglio mercantile proprio da parte degli efficaci sommergibili statunitensi impiegati dal loro comandante ammiraglio Charles A. Lockwood prevalentemente per interrompere le comunicazioni marittime tra i vari settori dell'immenso territorio occupato dal Sol Levante.
Anche nella Kriegsmarine era diffusa questa opinione e l'ammiraglio Erich Raeder riuscì con le sue pressioni su Hitler a utilizzare i fondi per la costruzione di grandi navi da guerra attraverso il Piano Z, nonostante il dissenso di Dönitz. Anche gli statunitensi inizialmente avevano poca fiducia nei sommergibili, a causa dei vari incidenti succedutisi negli anni venti e trenta e ritenevano, applicando le teorie di Alfred Mahan, che il confronto con la flotta giapponese sarebbe avvenuto tra squadre di superficie; nondimeno, alla metà degli anni trenta avevano effettuato alcune esercitazioni per verificare il funzionamento di apparecchiature di rilevamento subacqueo.
Prima della guerra, l'arma antisommergibile principale della marina inglese era una nave di pattugliamento armata di idrofoni, una piccola mitragliatrice e bombe di profondità. La Royal Navy, come la maggior parte delle marine, non considerava i sommergibili una minaccia reale e lo sviluppo delle armi antisommergibile negli anni venti e trenta non ebbero un grande impulso. Venne comunque effettuato uno sforzo di ricerca che portò allo sviluppo dell'ASDIC, fondamentale nella sua capacità di rilevare le minacce subacquee. Inoltre erano presenti restrizioni nel trattato di Versailles e nel diritto di guerra internazionale nell'attaccare navi passeggeri, anche con unità subacquee, e le armi sottomarine erano considerate armi di difesa. Anche se i cacciatorpediniere possedevano bombe di profondità, era opinione comune che queste navi dovessero essere utilizzate all'interno di flotte e non nel pattugliamento delle coste, compito a cui i marinai non venivano addestrati estensivamente.

### Le tattiche dei convogli e dei branchi di lupi

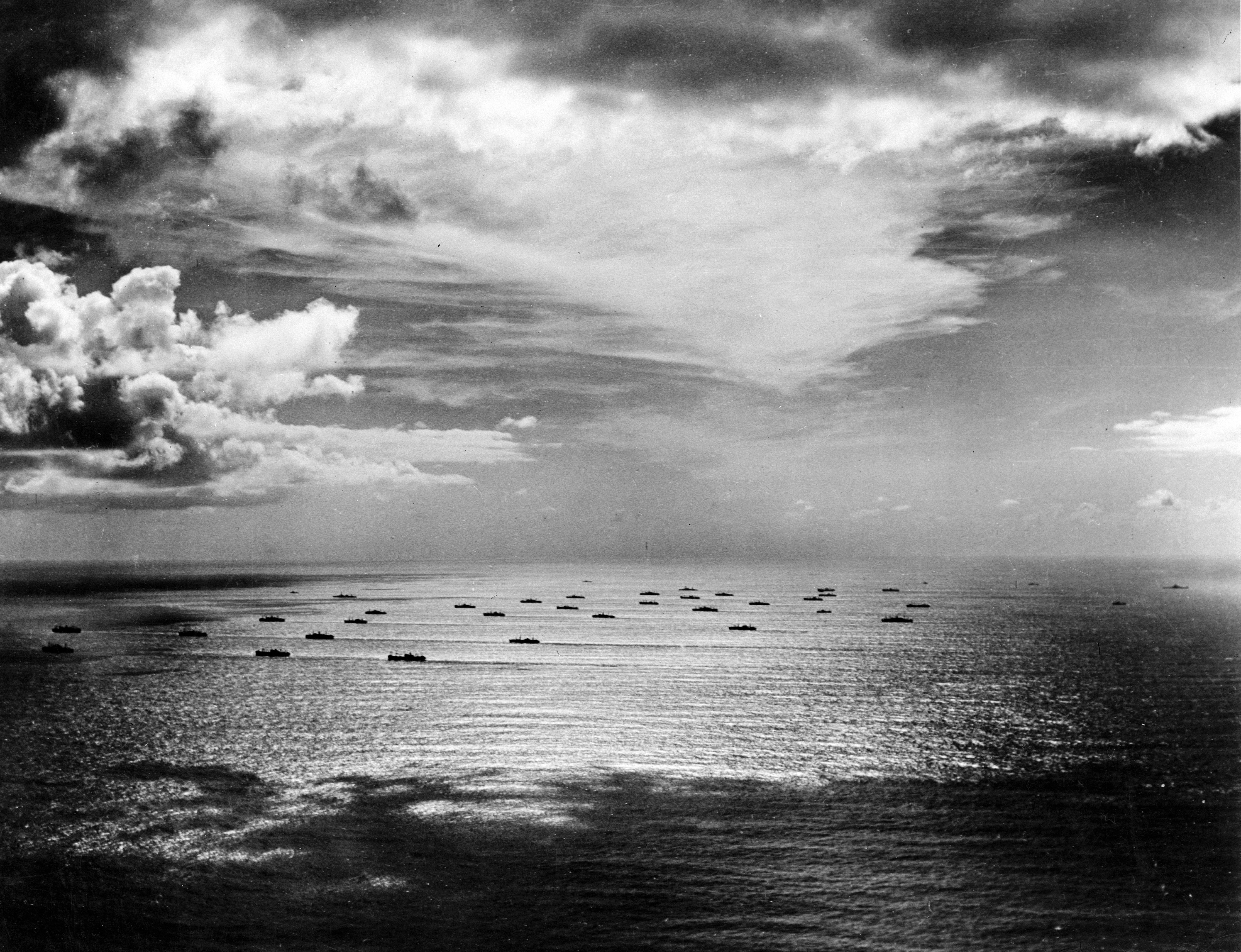
Convoglio Alleato in navigazione nell'oceano Atlantico

La Gran Bretagna, sulla base dell'esperienza maturata durante la prima guerra mondiale, adottò immediatamente, per garantire il proprio vitale sostentamento, la tattica dei convogli, ossia gruppi numerosi di naviglio mercantile protetti da aerei, laddove il raggio di azione lo consentiva o fossero disponibili portaerei di scorta, e da unità navali militari di scorta dotate di armamento antisommergibile. Il numero di navi che costituivano un convoglio era indefinito e variabile ma, per consentirne efficacemente la protezione, il numero minimo era stimato intorno alle 30 imbarcazioni fino a raggiungere un massimo di 100.
Analogamente a quanto avvenne nel primo conflitto mondiale la Kriegsmarine utilizzò i sommergibili come arma contro i convogli britannici ma, diversamente da quanto accaduto in precedenza, l'ammiraglio Karl Dönitz, comandante supremo della flotta sottomarina della Kriegsmarine succeduto a Raeder nel 1942, escogitò una nuova strategia che consisteva nel diverso utilizzo della tattica di attacco dei sommergibili, grazie al più grande colpo messo a segno dai servizi segreti tedeschi in tutta la guerra. Il B-Dienst (Beobachter-Dienst - Servizio Informazioni Radio della marina), infatti, poteva leggere i codici navali britannici, in special modo quelli della marina mercantile; Dönitz era in grado quindi di seguire i convogli a partire dalla loro costituzione nei porti fino al momento dello scarico delle navi superstiti. Utilizzando una rete di comunicazioni via radio e le macchine codificatrici Enigma, l'ammiraglio controllava personalmente i movimenti della sua flotta e non appena avuta notizia di un nuovo convoglio, distaccava uno o due sommergibili con l'ordine di seguirlo e mantenere il contatto in attesa della mossa successiva.
Questa mossa consisteva nel far convergere altri U-Boot in un punto dell'oceano. Dönitz sostituì il solitario predatore della prima guerra mondiale, che aspettava passivamente l'avvicinarsi di un bersaglio, con un aggressivo "branco di lupi", una dozzina di sommergibili che si sarebbero diretti verso il convoglio per effettuare un assalto coordinato. I sommergibili dovevano agire di notte navigando in superficie per eludere il temuto ASDIC. Dal canto loro i britannici svilupparono l'apparecchiatura di rilevazione direzionale sulle alte frequenze HF/DF soprannominata Huff-Duff, che calcolava la posizione dei sommergibili tedeschi intercettandone le emissioni radio e rilevandone le posizioni per triangolazione.
È importante ricordare che Dönitz arrivò vicino alla vittoria con un quinto dei 300 sommergibili che riteneva indispensabili all'inizio del conflitto, di queste solo 36 unità erano oceaniche mentre le altre erano di tipo costiero, tuttavia l'ammiraglio andò relativamente vicino all'obiettivo di affondare 700 000 tonnellate di naviglio Alleato al mese, più di quanto gli Alleati potessero costruire e giudicato sufficiente a strangolare l'Inghilterra.

### Le mine
All'inizio della guerra un'arma molto efficace per i tedeschi erano le mine navali. Era stata sviluppata una generazione di mine magnetiche che, a differenza delle mine da contatto che dovevano toccare fisicamente il bersaglio per detonare, esplodevano rilevando le variazioni di campo magnetico dovute al transito nelle loro vicinanze di una nave. Queste mine vennero inizialmente poste lungo le coste inglesi in prossimità di porti ed estuari, causando gravi danni al naviglio mercantile, fino a che nel novembre 1939 un esemplare di esse fu recuperato intatto e studiato attentamente. A seguito di tali studi le navi alleate vennero sottoposte alla procedura di degaussing, che attraverso intense correnti elettriche riduceva il campo magnetico del battello a livelli tali da non poter essere rilevato dalle mine. L'efficacia del trattamento era di alcuni mesi, trascorsi i quali il processo andava ripetuto. Il tasso di perdite calò drasticamente. Le successive mine a pressione, il cui sensore andava tarato periodicamente, furono dispiegate ben dopo, quando i tedeschi furono sicuri che la tecnologia delle mine magnetiche era stata superata, ma erano legate a una ritaratura periodica e quindi non potevano essere impiegate che in acque sotto controllo amico.

## Misure antisommergibile

### ASDIC
La marina inglese e quella tedesca considerarono, nel periodo tra le due guerre, il sommergibile un'arma superata, soprattutto dopo l'avvento del dispositivo di rilevazione acustica detto "ASDIC" (Anti-Submarine Detection Investigation Committee), noto oggi come sonar, sviluppato dai britannici e in grado di rilevare un oggetto sott'acqua attraverso la riflessione di onde sonore. Ciò costituì un indubbio vantaggio rispetto alla prima guerra mondiale quando, per il rilevamento dei sommergibili, erano utilizzati dei semplici idrofoni.

Il principio di funzionamento del sonar

Il sistema ASDIC era composto da un trasduttore, contenuto in una cupola sotto la nave, che inviava onde acustiche che tornavano all'origine se riflesse da un oggetto sommerso, posto a una distanza massima di circa 2 700 m. La cupola poteva essere fissa, come nell'apparato Type 123 installato sulle corvette della classe Flower o retrattile come in alcune navi, come il cacciatorpediniere HMS Campbeltown, dotato di un ASDIC Type 124. Dall'eco veniva ricavata la direzione e la distanza dell'oggetto ma falsi segnali potevano essere generati dalle differenze di temperatura dell'acqua, correnti, banchi di pesci (Strato riflettente profondo), e inoltre l'ASDIC era efficace solo a velocità inferiori ai 15 nodi (28 km/h), poiché a velocità superiori il rumore della nave avrebbe coperto gli echi.
Il sistema ASDIC soffriva di alcuni limiti: gli U-Boot potevano scendere a profondità maggiori rispetto ai mezzi britannici e statunitensi, oltre i 700 ft, pari a 210 m, oltre le capacità delle bombe di profondità britanniche, che potevano raggiungere i 350 ft, circa 100 m, e l'esplosione di una bomba di profondità, inoltre, creava disturbi che rendevano molto difficile la riacquisizione del contatto nemico in caso di fallimento del primo attacco; è da rilevare inoltre che il sistema non godeva della fiducia delle marine alleate e la Royal Navy cominciò la guerra con un numero insufficiente di cacciatorpediniere e di ufficiali esperti in armi antisommergibili. La situazione nel comando costiero della Royal Air Force era ancora più grave, poiché gli aerei da ricognizione non possedevano adeguata autonomia per il pattugliamento e non erano ancora state valutate le conseguenze che la scoperta del radar avrebbe avuto nella guerra sul mare.
Anche altre marine cominciarono a sperimentare i primi modelli di ASDIC quando alcune unità, corvette ma anche pescherecci armati, vennero equipaggiati con personale non inglese, o apparati vennero installati su navi alleate, come il cacciatorpediniere olandese Isaac Sweers.

### Navi CAM
La prima e più radicale contromisura alleata fu l'introduzione delle CAM ship (Catapult-Aircraft-Merchantman), ovvero navi mercantili dalla prua delle quali un razzo a combustibile solido proiettava in aria un Sea Hurricane allo scopo di allontanare e contrastare gli aerei nemici. Il pilota avrebbe poi ammarato il più vicino possibile a navi amiche sperando di sopravvivere all'acqua gelida quel tanto che bastava per essere tratto in salvo; trentacinque mercantili vennero modificati come CAM ship, e il primo successo arrivò il 3 agosto 1941 quando il tenente R.H.W. Everett fu lanciato dalla HMS Maupin e abbatté un Focke-Wulf Fw 200 "Condor", quadrimotore a lungo raggio soprannominato "flagello dell'Atlantico", che minacciava un convoglio. Fino al 1942 altri cinque Condor caddero sotto i colpi dei Sea Hurricane.
Ma l'Atlantico continuava a essere troppo vasto per essere coperto completamente, così per chiudere gli ultimi buchi nella sorveglianza delle rotte oceaniche venne affiancato al Boeing B-17 il Consolidated B-24 Liberator assegnato al Coastal Command (Comando Costiero) inglese nel ruolo di bombardiere e di ricognitore VLR (Very Long Range), ruolo che svolgeva potendo trasportare ventiquattro bombe di profondità. Gli aerei tedeschi, in particolare i Condor, scomparvero gradualmente dalla campagna in seguito alla crescente forza del Coastal Command e della forza aerea americana e canadese che coprì i buchi nel Nord Atlantico specialmente a sud della Groenlandia.

### Individuazione ad alta frequenza e cifratura Enigma

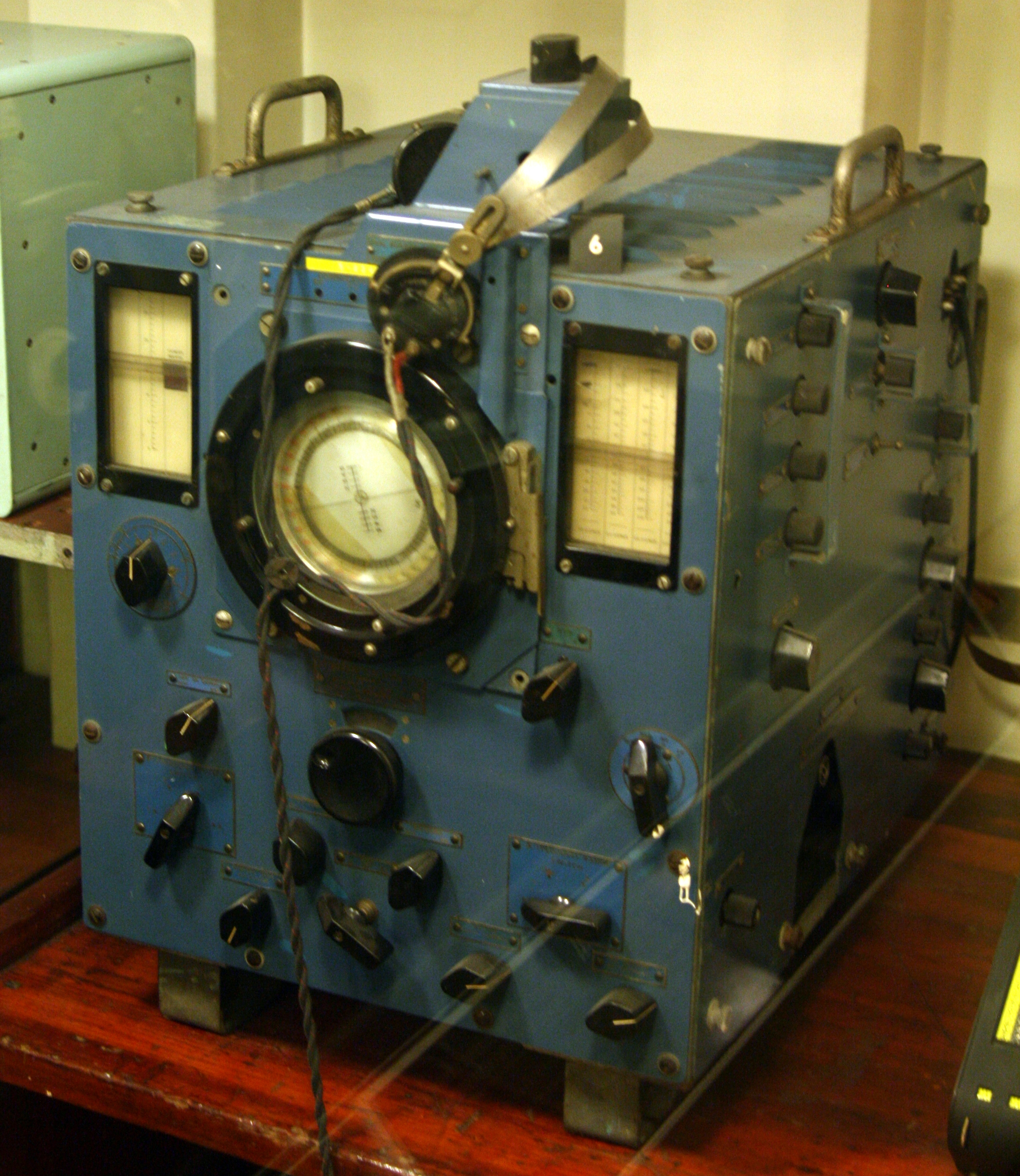
Un impianto Huff-Duff sulla HMS Belfast, incrociatore preservato come nave museo a Londra, che fece varie missioni di scorta ai convogli artici e partecipò alla battaglia di Capo Nord

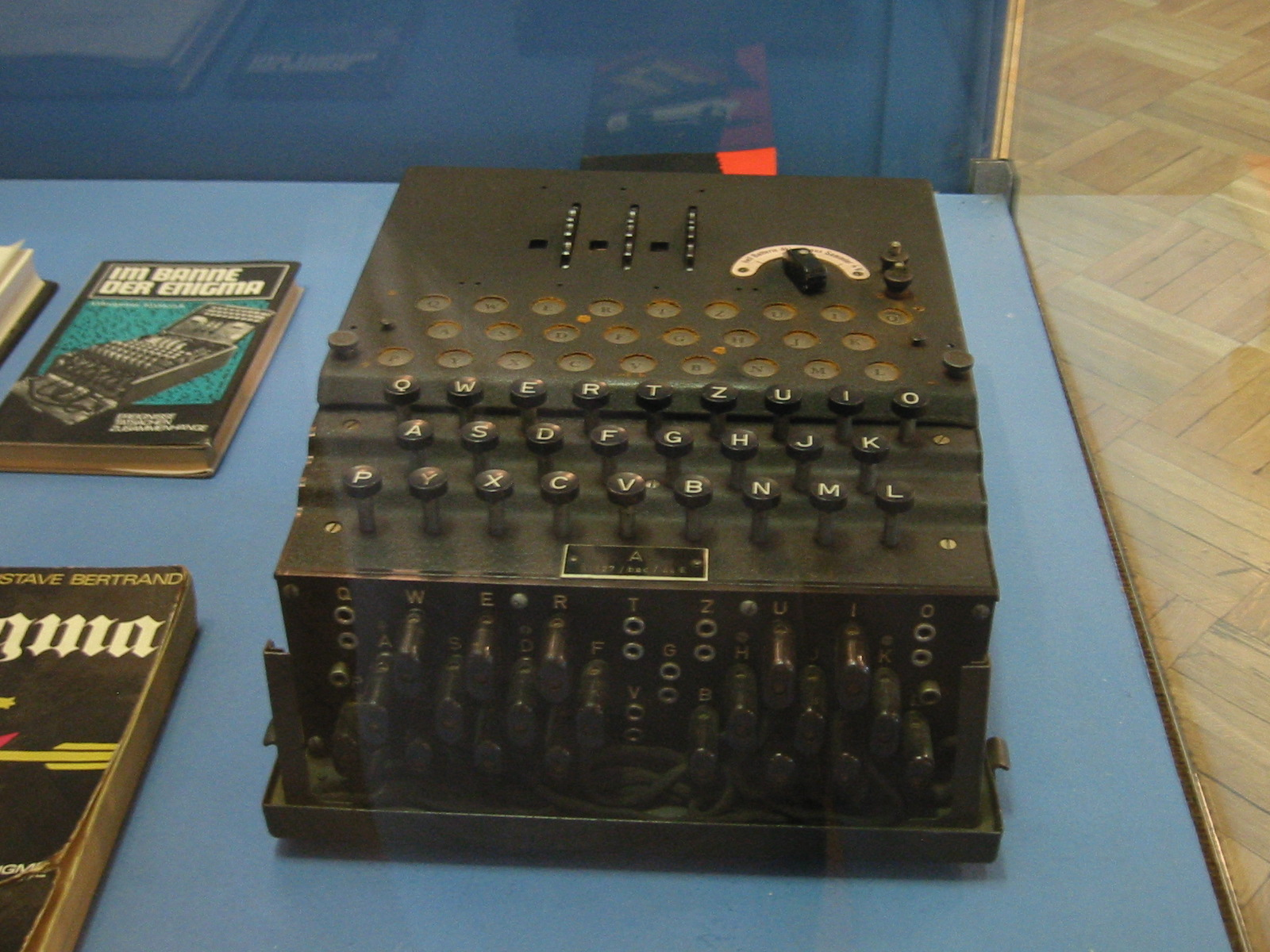
Esemplare di macchina Enigma esposta al museo di Varsavia

Uno degli sviluppi tecnici più importanti fu l'equipaggiamento HF/DF (High-Frequency/Direction-Finding) soprannominato Huff-Duff che fu introdotto gradualmente nelle navi di supporto più grandi. L'HF/DF permetteva all'operatore d'individuare la provenienza di una trasmissione anche se il messaggio non poteva essere decifrato. Poiché la tattica dei gruppi di U-Boot prevedeva un rapporto radio sulla posizione di un convoglio, era possibile rilevare un gruppo grazie a tale trasmissione. Un cacciatorpediniere poteva avvicinarsi alla posizione della trasmissione per attaccare il sommergibile, oppure costringerlo a immergersi, impedendo un attacco coordinato al convoglio. La presenza di due navi equipaggiate con l'HF/DF in un convoglio, permetteva infatti di triangolare la posizione esatta di un sommergibile. I britannici fecero largo uso anche di stazioni HF/DF in modo da mantenere i convogli aggiornati con le posizioni dei sommergibili attorno a loro in ogni momento.
La tecnologia radio su cui era basato l'HF/DF era ben compresa da entrambe le parti in conflitto, ma la tecnologia precedente alla guerra utilizzava antenne da ruotare manualmente, compito molto delicato e che richiedeva tempo prima di fornire risultati accurati. Gli operatori radio degli U-Boot, consapevoli di queste limitazioni, si consideravano al sicuro se i messaggi erano corti. I britannici tuttavia svilupparono un sistema basato su un oscilloscopio che permetteva all'operatore di orientare l'antenna verso la sorgente nemica anche in presenza di messaggi molto brevi. Il successo dei britannici ebbe un contributo decisivo nella seconda metà del 1941 dalla forzatura del sistema di cifratura Enigma. I gruppi di sommergibili si affidavano alle comunicazioni radio, ipotizzando che il codice Enigma non potesse essere decifrato dagli Alleati e che i messaggi brevi non potessero essere triangolati con sufficiente accuratezza da mettere in pericolo l'U-Boot che stava trasmettendo. Entrambe le ipotesi si rivelarono errate. Nell'estate e nell'autunno 1941, la combinazione delle due tecniche permise ai britannici di ricavare le informazioni sulle linee di pattugliamento nemiche, permettendo così ai convogli di cambiare rotta per evitarli.

## Le forze in campo

### Asse

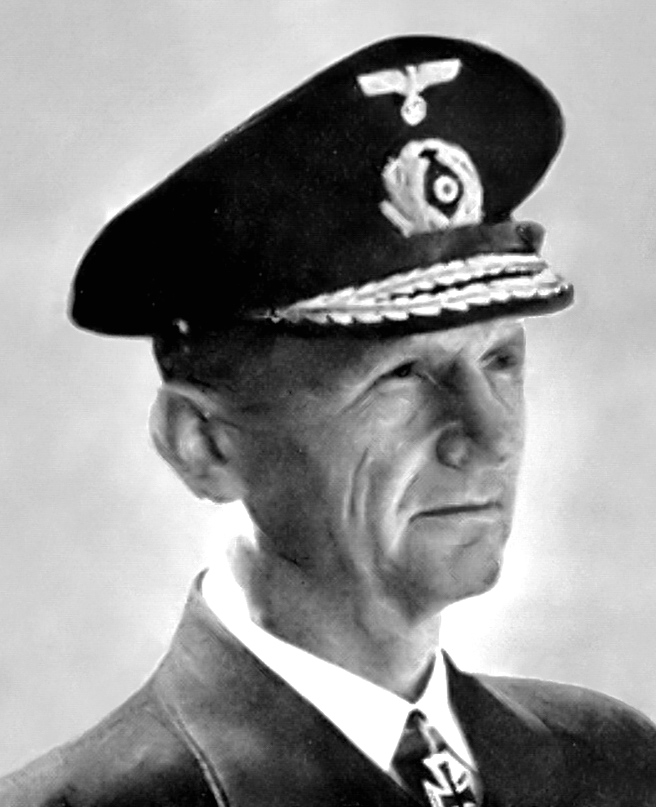
Karl Dönitz, comandante degli U-Boot tedeschi, Vizeradmiral 1935-1943; comandante in capo della marina tedesca 1943-1945

La Kriegsmarine, a seguito del trattato di Versailles, era stata costretta a limitare il dislocamento complessivo delle sue unità navali a 100 000 tonnellate, gli fu proibito di possedere unità subacquee e gli fu concesso un massimo di sei navi da battaglia di stazza inferiore alle 10 000 tonnellate; per ovviare a quest'ultima limitazione aveva fatto ricorso alla costruzione delle cosiddette "corazzate tascabili" ovvero incrociatori della classe Deutschland, di piccola stazza ma con una grande potenza di fuoco. In seguito, a partire dal 1935, queste restrizioni furono modificate in modo tale che le forze navali di superficie complessive tedesche non superassero il 35% di quelle britanniche, e fermo restando questo limite, i sommergibili potevano essere costruiti per un tonnellaggio complessivo equivalente a quello dei paesi del Commonwealth.
Così già nel 1938 venivano varate la Gneisenau e la Scharnhorst e l'anno successivo la Tirpitz e la Bismarck, di ben 40 000 tonnellate di dislocamento, ma la vera forza della Kriegsmarine non risiedeva nelle unità di superficie ma negli U-Boot. Altre unità schierate dai tedeschi erano le navi corsare, mercantili dotati di armamento relativamente pesante come siluri e cannoni da 150 mm, che inflissero gravi danni al traffico mercantile Alleato isolato, soprattutto nelle prime fasi della battaglia. Queste navi, classificate come incrociatori ausiliari, rifornivano anche i sommergibili che operavano a grande distanza dalle loro basi e, tra le più famose, vi furono l'Atlantis, la Pinguin e la Kormoran, che affondò l'incrociatore australiano Sydney, venendo a sua volta affondata dalla nave Alleata.
I sommergibili italiani furono dispiegati nell'Atlantico a partire dal giugno 1940 presso la base di Bordeaux, chiamata BETASOM, dove ne arrivarono 32; questi erano tuttavia concettualmente superati, più grossi e meno manovrabili di quelli tedeschi e il loro apporto alla battaglia fu marginale, ma, a partire dal 1942, i risultati per sommergibile furono paragonabili a quelli di un U-Boot. Dal 1942 le unità stazionate a Bordeaux furono ridotte a 11 e, nel 1943, al momento dell'armistizio, le unità che si trovavano nella base francese erano solamente 6 e furono reimpiegate dai tedeschi. Lo scarso successo delle unità italiane fu principalmente da imputarsi allo scenario radicalmente diverso da quello del Mediterraneo per il quale gli equipaggi italiani erano stati preparati. Tra le unità più importanti messe in servizio dalla marina italiana, spiccò la classe Archimede con le sue 4 unità, trasferite nel corso della guerra a Bordeaux dal Mar Rosso.

### Alleati
La Royal Navy disponeva essenzialmente di una flotta di superficie che era la maggiore del mondo per tonnellaggio e tra le più avanzate dell'epoca per tecnologia. Nonostante ciò nei primi anni di guerra la forte presenza sottomarina tedesca in Atlantico mise in crisi la Navy che era a corto di unità di scorta per i convogli. Il Regno Unito poté contare sull'appoggio degli Stati Uniti, che in cambio di basi navali britanniche cedettero agli stessi una cinquantina di obsoleti cacciatorpediniere della classe Wickes. In seguito grazie anche all'introduzione di nuovi strumenti come il sonar e il radar e al maggiore apporto delle marine Alleate, come quella canadese e quella statunitense, e alla decifrazione del codice Enigma con cui gli U-Boot comunicavano, la situazione cominciò a volgere nettamente a sfavore della Kriegsmarine.
Gli Alleati utilizzarono anche basi in Groenlandia e in Islanda. La prima, come parte della Danimarca occupata dai tedeschi, ospitò alcune stazioni meteorologiche, tra le quali quella di Thule; il tutto avvenne in forza dell'accordo del 9 aprile 1941, The Agreement relating to the Defense of Greenland firmato a Washington dall'ambasciatore danese Henrik Kauffmann e dal segretario di stato statunitense Cordell Hull, e vennero create a più riprese sei stazioni meteo, una delle quali gestita da personale danese, che si rivelarono di fondamentale importanza nel fornire le accurate previsioni meteo utilizzate in occasione dello sbarco in Normandia.
Di fronte al reale rischio di un'occupazione tedesca, le forze britanniche il 10 maggio 1940 sbarcarono a Reykjavík occupando l'Islanda, ancora possedimento danese, dopo aver già occupato le isole Fær Øer il 12 aprile. Nel chiudere il varco di accesso all'Atlantico, l'Islanda divenne una posizione chiave, anche come base di rifornimento navale e aereo. Per necessità tattiche britanniche e per venire incontro alla sensibilità degli islandesi, la forza inglese venne sostituita da un corpo di spedizione statunitense giunto il 7 luglio 1941, e venne anche costruita l'importante base aerea di Keflavík.

## Lo svolgimento della battaglia

### Settembre 1939 – maggio 1940: le prime schermaglie
Nelle fasi iniziali della battaglia le forze britanniche di superficie erano nettamente predominanti, di conseguenza la Kriegsmarine evitò lo scontro diretto con la Royal Navy per il controllo del mare, puntando principalmente ad affondare il naviglio commerciale nemico, impiegando le navi da battaglia, navi mercantili armate, i sommergibili e gli aerosiluranti. Sebbene avessero cominciato piuttosto tardi a riarmarsi con sommergibili, allo scoppio della guerra i tedeschi ne avevano in totale già 56, solo uno in meno rispetto alla marina da guerra britannica. Di questi, 34 erano del tipo soprannominato "Anitra del Mare del Nord", cioè non adatti ad affrontare l'Atlantico.
Alla vigilia dell'invasione della Polonia gran parte delle unità tedesche era già in mare aperto, 17 U-Boot erano in navigazione nell'Atlantico mentre 14 di tipo costiero erano diretti nel Mare del Nord. Il 3 settembre l'U-30 affondò la nave di linea SS Athenia nonostante gli ordini di Hitler di attuare una guerra sottomarina conforme alle convenzioni dell'Aia. La SS Athenia era una nave passeggeri, e il comandante dell'U-30 giustificò la sua azione affermando di aver creduto che la nave fosse in realtà un mercantile armato. Poche ore dopo la dichiarazione di guerra con il Regno Unito, unità tedesche erano già pienamente operative a 250 miglia a nord-ovest dalle coste irlandesi. Il 17 settembre l'U-29 silurò l'HMS Courageous, tre giorni prima la portaerei Ark Royal era sfuggita per poco ai siluri dell'U-39 che tuttavia fu prontamente attaccato e affondato dai cacciatorpediniere di scorta, ma da quel momento in poi le portaerei di squadra non furono più impiegate nella caccia ai sommergibili.
Nella notte fra il 13 e il 14 ottobre l'U-47, del tenente di vascello Günther Prien affondò nella rada di Scapa Flow la nave da battaglia Royal Oak, inducendo i britannici ad abbandonare la loro base principale in attesa di migliori installazioni difensive. Sempre nei primi mesi gli U-Boot riportarono notevoli successi, con 41 navi Alleate o neutrali affondate per un totale di 154 000 tonnellate nel solo mese di settembre, numero che crebbe alla fine dell'anno a 114 navi affondate per 420 000 tonnellate.

#### La crociera dell'Admiral Graf Spee

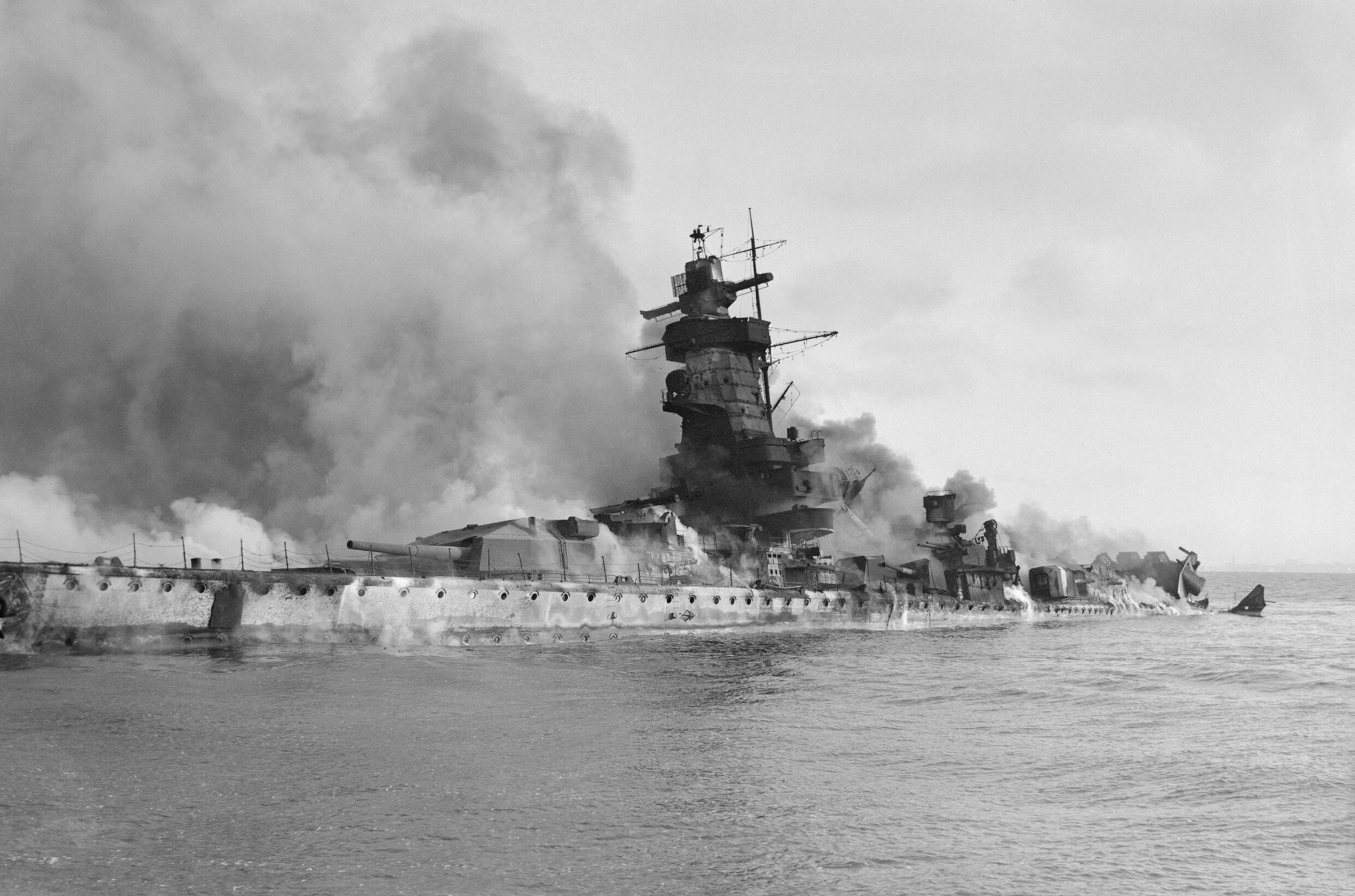
La corazzata tascabile tedesca Admiral Graf Spee in fiamme durante l'autoaffondamento

Nel primo periodo del conflitto si distinse la corazzata tascabile tedesca Admiral Graf Spee che, operando prevalentemente al largo delle coste del Sudamerica e dell'Africa meridionale, nei primi tre mesi di guerra riuscì ad affondare nove mercantili nemici per un totale di 50 147 tonnellate di stazza lorda; l'unità tedesca, al comando del capitano di vascello Hans Langsdorff, ricevette l'autorizzazione ad attaccare i convogli navali britannici il 3 settembre del 1939, giorno della dichiarazione di guerra alla Germania da parte del Regno Unito e della Francia, e, seguita a distanza dalla nave appoggio Altmark, si tramutò, durante la sua crociera, in nave corsara, adottando una serie di misure per camuffare la propria identità e la propria struttura allo scopo di confondere e di sorprendere il nemico.
Soltanto il 13 dicembre la squadra navale britannica del commodoro Henry Harwood, composta dall'incrociatore pesante Exeter e dagli incrociatori leggeri Ajax e Achilles, riuscì a individuare la nave tedesca, attaccandola e danneggiandola durante la battaglia del Río de la Plata costringendola ad allontanarsi dietro una cortina fumogena, facendo rotta verso il porto neutrale di Montevideo, dove, in base alle convenzioni internazionali, poteva sostare per un massimo di 72 ore. Verso la mezzanotte del 13 dicembre 1939 la Graaf Spee entrò in porto, sbarcò i feriti ed effettuò le riparazioni più urgenti. Nonostante le pressioni dell'ambasciatore tedesco a Montevideo il termine delle 72 ore non fu prorogato e allo scadere di tale termine la nave tedesca fu costretta a lasciare il porto dirigendosi verso il limite delle acque territoriali, dove la attendevano gli incrociatori britannici di Harwood.
Il comandante tedesco aveva tre prospettive possibili: autoaffondare la nave, accettare battaglia (tentando nel caso di raggiungere il porto neutrale, ma certamente più indulgente a livello diplomatico, di Buenos Aires), o chiedere l'internamento in Uruguay; Hitler respinse tassativamente l'ipotesi di internamento e Langsdorff, intendendo salvare la vita agli uomini del suo equipaggio decise di autoaffondare la nave. Alle 20:50 del 17 dicembre, appena giunta all'estuario del Rio della Plata, la Graf Spee si autoaffondò, mentre due giorni dopo a Buenos Aires il capitano Langsdorff si tolse la vita; si concluse così una caccia iniziata il 30 settembre.

#### Il casus belli con la Norvegia

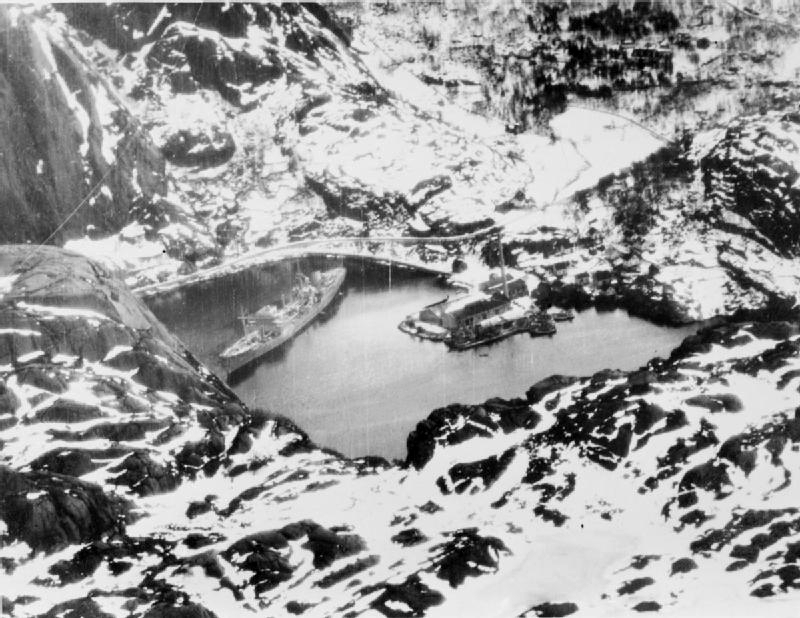
La Altmark nello Jøssingfjord

La Altmark, comandata da Heinrich Dau, seguì la corazzata tascabile Admiral Graf Spee come nave appoggio nella sua crociera e il 1º settembre si accostò per la prima volta a essa per rifornirla secondo un appuntamento prestabilito, operazione che avrebbe ripetuto più volte fino al 17 dicembre quando, imbarcati gli ultimi prigionieri catturati dalla Graf Spee, si diresse verso la Germania. Essa fu avvistata il 14 gennaio da un ricognitore inglese e il Primo Lord dell'Ammiragliato, nonché futuro primo ministro del Regno Unito, Winston Churchill dette immediatamente ordine a una squadra di cacciatorpediniere di uscire alla sua ricerca, per intercettarla e affondarla. La squadra, comandata dal capitano Philip Vian, che si trovava a bordo dell'HMS Cossack, seguì la rotta presunta dell'Altmark, raggiungendola il 16 febbraio nei pressi del limite delle acque territoriali della Norvegia, paese ancora neutrale, proprio mentre l'Altmark si dirigeva all'interno del Jøssingfjord.
Churchill, venuto a conoscenza che a bordo della nave tedesca si trovavano i prigionieri britannici catturati a seguito degli affondamenti dovuti all'attività della Graf Spee, dette l'ordine di abbordare la nave tedesca e, dopo un breve scontro che causò sette morti e altrettanti feriti tra i tedeschi, e nessuna vittima tra i britannici, i 299 prigionieri inglesi vennero liberati. Il Governo norvegese protestò formalmente presso quello britannico a causa della violazione delle proprie acque territoriali, ma venne accusato a sua volta di avere un atteggiamento «miope» nei confronti della Germania; Hitler viceversa accusò la Norvegia di connivenza con gli inglesi e questo lo indusse a dare inizio ai preparativi dell'operazione Weserübung, ossia l'attacco alla Danimarca e alla Norvegia, che prese il via il 9 aprile 1940.

#### L'inadeguatezza dei siluri tedeschi
La campagna di Norvegia portò in superficie alcune lacune in merito ai siluri a spoletta magnetica utilizzati dalla Kriegsmarine: nei primi mesi di guerra la portaerei Ark Royal non era stata affondata perché i tre siluri lanciati dall'U-39 erano detonati prematuramente; il sommergibile fu successivamente attaccato dai cacciatorpediniere di scorta che lo affondarono con le cariche di profondità, facendone il primo U-Boot affondato durante il conflitto.
Entro la fine del 1939 il tasso di mancati funzionamenti dei siluri si mantenne al 25% e questo comportò il cambio al vertice del Direttorato Siluri della Kriegsmarine; il problema tuttavia non cessò, anche dopo il passaggio dai detonatori meccanici a quelli magnetici, e solo nel 1942 le cause dovute ai sensori di profondità difettosi, all'influenza di depositi ferrosi in mare sui detonatori e altri inconvenienti tecnici, furono individuate e rimosse; vari ufficiali vennero mandati alla corte marziale per negligenza, e così si espresse Karl Dönitz a proposito dei siluri di inizio guerra: «non credo che mai nella storia della guerra, degli uomini siano stati mandati contro il nemico con armi così inefficaci».

### Le conseguenze dell'occupazione della Francia
L'occupazione tedesca della Norvegia nell'aprile 1940 e la rapida conquista della Francia fra maggio e giugno, uniti all'ingresso in guerra dell'Italia a fianco della Germania, modificò il quadro iniziale delle operazioni nell'Atlantico: a seguito della resa della Francia il Regno Unito perse il suo principale alleato ossia la marina francese che, nel 1940, era la quarta del mondo e solo poche corvette, che svolsero un piccolo ma importante ruolo nella campagna, si unirono alle forze della Francia libera contro la Germania. L'entrata in guerra dell'Italia obbligò la Gran Bretagna a rinforzare la sua flotta nel Mediterraneo e destinare numerose unità alla cosiddetta Force H a Gibilterra, per compensare la sopravvenuta mancanza della flotta francese nel Mediterraneo occidentale.

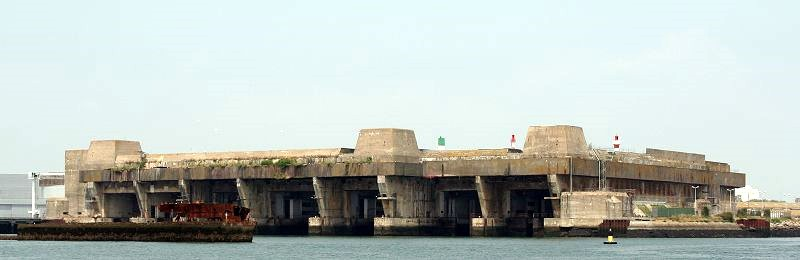
Le strutture di una base di U-Boot in cemento armato ancora visibili nel 2006 a Lorient

L'occupazione della Francia permise agli U-Boot un accesso diretto all'Atlantico; essi in precedenza, a causa della bassa profondità e della presenza delle mine nel canale della Manica, erano obbligati a navigare a nord delle isole britanniche per raggiungere l'oceano e le basi a Brest, Lorient e La Pallice a La Rochelle, più vicine di 720 km rispetto alle basi tedesche nel Mare del Nord, gli permisero di aumentare notevolmente sia il loro raggio di azione, potendo attaccare convogli situati più a ovest, sia il tempo di pattugliamento. Nelle basi francesi furono costruiti enormi bunker per i sommergibili, gli U-Boot pens, che costituivano una valida protezione ai bombardamenti Alleati, almeno fino allo sviluppo delle bombe Tallboy.
Un'altra conseguenza della disponibilità da parte della Germania delle basi in Francia fu lo spostamento dei cacciatorpediniere britannici a protezione non solo delle rotte dei convogli ma anche del canale della Manica, per contenere l'eventuale arrivo di una flottiglia tedesca per l'invasione all'Inghilterra.

### Giugno 1940 - febbraio 1941: «il periodo felice»
Il completamento della campagna di Hitler nell'Europa occidentale e in Norvegia, e la conquista delle preziose basi navali sulla costa occidentale francese, permise ai comandi della marina tedesca di riportare la maggior parte degli U-Boot in azione contro le navi mercantili dirette nel Regno Unito. Quindi proprio mentre il numero di sommergibili tedeschi in pattugliamento nell'Atlantico cresceva, il numero di navi di supporto disponibili per i britannici, dopo l'uscita dal conflitto della Francia, era in diminuzione. Il solo vantaggio per la marina britannica era che le grandi flotte mercantili delle nazioni occupate erano ora sotto il suo controllo. Dopo l'occupazione tedesca della Norvegia e della Danimarca, i britannici occuparono l'Islanda e le Isole Fær Øer per evitare che cadessero in mani nemiche.
In queste circostanze Winston Churchill, divenuto primo ministro il 10 maggio 1940 scrisse per la prima volta al Presidente degli Stati Uniti Franklin Delano Roosevelt per richiedere il prestito di 50 vecchi cacciatorpediniere in cambio della cessione per 99 anni di alcune basi britanniche come Terranova e Labrador, Bermuda e Indie Occidentali. Era un accordo economicamente vantaggioso per gli Stati Uniti, i cui cittadini erano in grande maggioranza contrari all'ingresso in guerra. Il primo di questi cacciatorpediniere fu consegnato agli equipaggi britannici e canadesi a settembre e tutte le navi dovevano essere riarmate e dotate dell'ASDIC. Solo dopo molti mesi le navi furono in grado di contribuire alla campagna.
Anche i tedeschi richiesero il concorso dei loro alleati. Dall'agosto del 1940 una piccola flotta di sommergibili italiani venne spostata a Bordeaux per attaccare le navi alleate nell'Atlantico. I sottomarini della Regia Marina italiana, progettati per le operazioni nel Mediterraneo, erano meno adatti ai convogli atlantici rispetto ai più piccoli U-Boot. Tuttavia, negli anni successivi, i 32 sommergibili italiani che operarono nell'oceano Atlantico affondarono 109 navi. Gli italiani ebbero successo nell'utilizzo dei siluri a lenta corsa (SLC), che danneggiarono diverse navi britanniche presso Gibilterra.

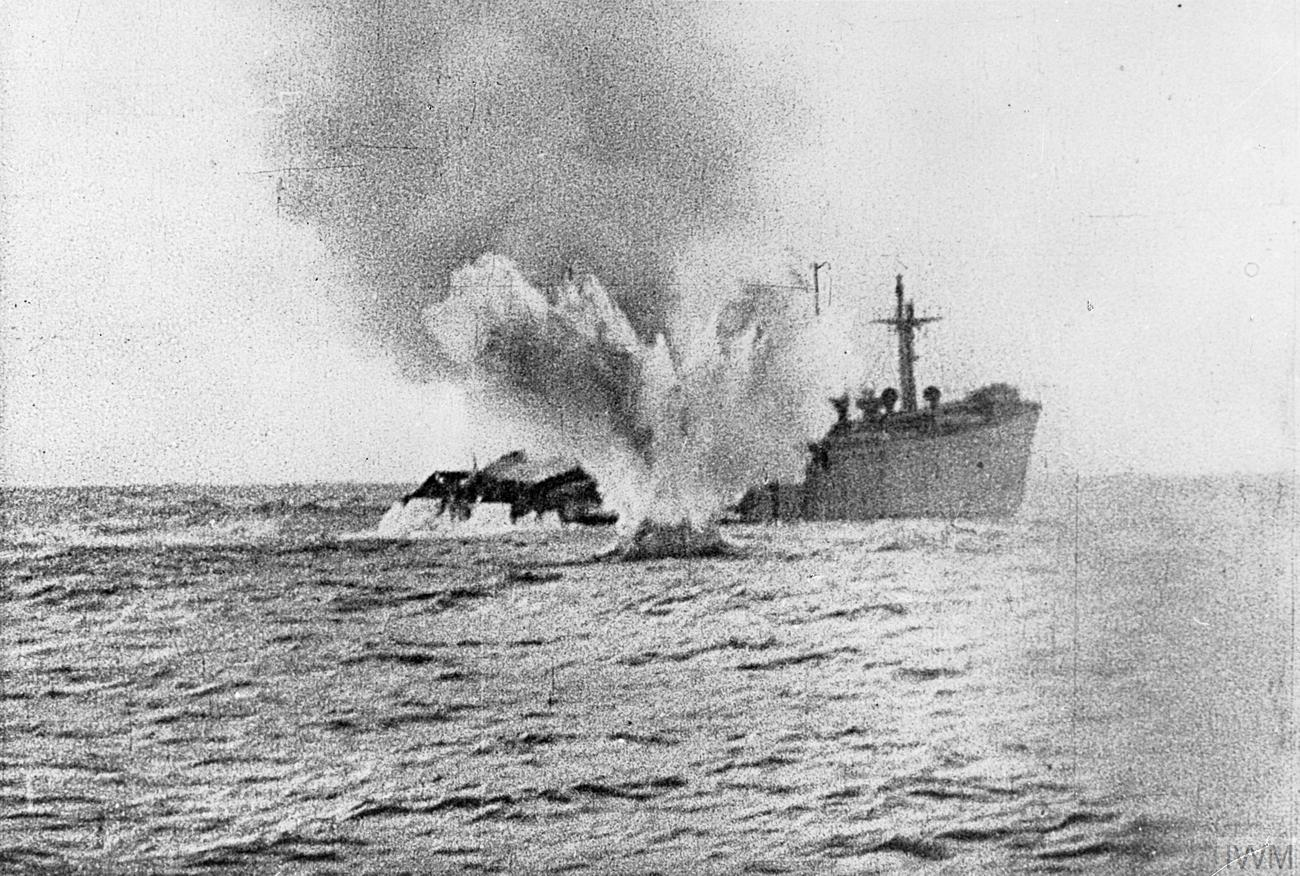
Un U-Boot silura una nave mercantile che non era ancora affondata dopo il primo attacco

Le prime operazioni degli U-Boot dalle basi francesi furono dei grandi successi, compiuti da abili comandanti che diventarono eroi di guerra in patria come Günther Prien dell'U-47, Otto Kretschmer dell'U-99, Joachim Schepke dell'U-100, Engelbert Endrass dell'U-46, Viktor Oehrn dell'U-37 e Heinrich Bleichrodt dell'U-48. Dal giugno all'ottobre del 1940 furono affondate 270 navi alleate: questo periodo venne chiamato dagli equipaggi tedeschi «il periodo felice». Nel mese di ottobre 1940 gli U-Boot raggiunsero il livello di rendimento più elevato di tutta la guerra con 920 tonnellate di naviglio nemico affondato al giorno per ciascuna unità in combattimento.
Il problema più grande per i sommergibili tedeschi era costituito dalla ricerca dei convogli nella vastità dell'oceano. I tedeschi avevano pochi aerei a lunghissimo raggio Focke-Wulf 200 situati a Bordeaux e Stavanger per la ricognizione, e gli attriti tra la Kriegsmarine e la Luftwaffe non miglioravano la situazione; sicché i mezzi per avvistare i convogli erano spesso gli stessi U-Boot, il cui raggio visuale era piuttosto limitato.
La tattica del "branco di lupi" (Rudeltaktik) venne utilizzata per la prima volta nel settembre e nell'ottobre del 1940, con effetti devastanti. Il 21 settembre, il convoglio HX-72 di 42 navi mercantili venne attaccato da un gruppo di sottomarini, che affondarono 11 navi e ne danneggiarono due. A ottobre, il convoglio SC-7 fu sopraffatto e perse il 59% del suo tonnellaggio. La battaglia per il convoglio HX-79, qualche giorno dopo, fu ulteriormente grave e terminò con la perdita di un quarto delle navi presenti senza che le navi di scorta, costituite da due cacciatorpediniere, quattro corvette e un dragamine, riuscissero ad affondare alcun sommergibile. Infine il 1º dicembre una muta di dieci sommergibili, sette tedeschi e tre italiani, attaccarono il convoglio HX-90, affondando dieci navi e danneggiandone altre tre. Il successo della tattica di gruppo contro questi convogli incoraggiò l'ammiraglio Dönitz ad adottarla come tattica primaria.
Anche la Luftwaffe, dal 1940, contribuì con piccoli gruppi di aerei alla battaglia dell'Atlantico: questi erano principalmente aerei da ricognizione a lungo raggio, inizialmente i Focke-Wulf 200 e successivamente gli Junkers Ju 290. I piloti avevano uno scarso addestramento per gli attacchi contro le navi, nondimeno nei primi due mesi (agosto e settembre 1940) i "Condor" affondarono complessivamente circa 90 000 tonnellate di naviglio e la cifra avrebbe raggiunto le 363 000 tonnellate nel periodo compreso tra il 1º agosto 1940 e il 9 febbraio del 1941. Proprio in ragione di questi numeri i Fw 200 vennero definiti da Winston Churchill «il flagello dell'Atlantico» e solo l'uso delle CAM e delle portaerei di scorta fu una seria interdizione a questi velivoli.

#### Incursioni di superficie
Nonostante i successi, gli U-Boot non ebbero un ruolo esclusivo nella caccia ai convogli del Nord Atlantico poiché, con l'eccezione di Dönitz e di pochi altri ufficiali di entrambi gli schieramenti, le navi di superficie erano considerate ancora il mezzo più efficace; nella prima metà del 1940 tuttavia la flotta tedesca, impegnata nell'invasione della Norvegia, non disponeva di unità nella zona ma, dall'inizio dell'estate, un piccolo gruppo di navi da guerra e di incrociatori ausiliari salpò dalla Germania diretto verso l'Atlantico e, dopo gli U-Boot e i campi minati, la più efficace delle armi di cui si avvalsero i tedeschi si dimostrò quella dei mercantili convertiti in navi corsare.

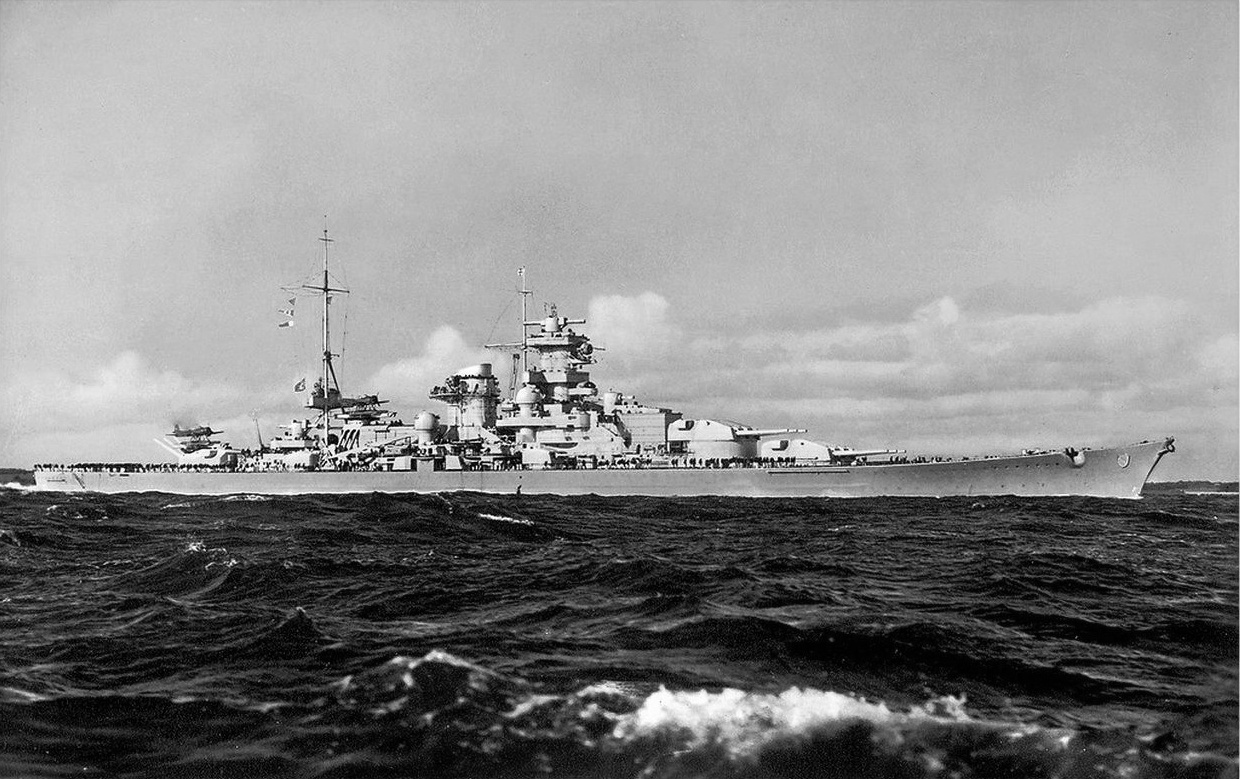
L'incrociatore da battaglia tedesco Scharnhorst

L'efficacia dell'azione delle navi di superficie contro i convogli privi di adeguata protezione fu evidente nell'attacco al convoglio HX-84 che, individuato dall'Admiral Scheer, subì la perdita di cinque navi e il danneggiamento di un'altra, e solo il sacrificio dell'incrociatore ausiliario di scorta Jervis Bay evitò ulteriori perdite; a causa di questo evento fu sospesa per due settimane la partenza dei convogli nel Nord Atlantico e la flotta britannica fu inviata allo scopo di intercettare la Admiral Scheer; la ricerca tuttavia non ebbe successo e la Scheer ricomparve il mese successivo nell'Atlantico del sud.

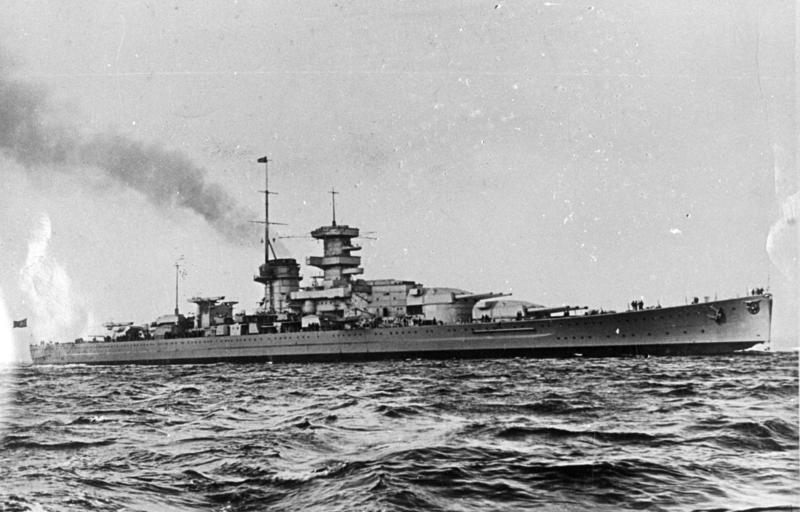
La corazzata tedesca Gneisenau

Nel periodo che intercorse tra la fine del 1940 e i primi mesi del 1941 l'attività delle navi di superficie tedesche si intensificò: il giorno di Natale del 1940 l'incrociatore Admiral Hipper attaccò il convoglio WS-5A ma fu indotto ad allontanarsi dall'arrivo degli incrociatori di scorta; l'Hipper, il 12 febbraio 1941, individuò il convoglio SLS-64, privo di scorta, e affondò 9 navi su 19, dal gennaio al marzo del 1941 gli incrociatori da battaglia Scharnhorst e Gneisenau salparono per colpire i convogli nel quadro dell'operazione Berlin; l'aumento del numero delle navi tedesche nell'Atlantico costrinse la Royal Navy a fornire navi di scorta al maggior numero di convogli possibile e a febbraio la presenza della vecchia corazzata Ramillies impedì l'attacco al convoglio HX-106, mentre, un mese dopo, il convoglio SL-67 fu salvato dalla presenza della nave da battaglia Malaya.
Nel mese di maggio i tedeschi incominciarono il raid più ambizioso, l'operazione Rheinübung: la nuova nave da battaglia Bismarck e l'incrociatore pesante Prinz Eugen salparono per attaccare i convogli sulle rotte dell'Atlantico centrale; nonostante il successo nel primo scontro con le navi da battaglia della Royal Navy, durante la caccia che si sviluppò nei giorni successivi, la Bismarck venne affondata, inducendo Hitler a mettere fine alle azioni di superficie delle navi tedesche, le quali ebbero momentaneamente termine con l'operazione Cerberus, il rientro in Germania dello Scharnhorst, della Gneisenau e del Prinz Eugen, avvenuto nel febbraio 1942. Solo nel dicembre 1942 e nel dicembre 1943 la Kriegsmarine avrebbe tentato nuove incursioni di superficie contro il naviglio Alleato con risultati disastrosi (fallimento dell'operazione Regenbogen e affondamento dello Scharnhorst).

#### La caccia agli U-Boot
Per certi aspetti la battaglia dell'Atlantico cominciò con un sostanziale equilibrio fra i contendenti. I tedeschi, per contrasti tra i comandi della marina e per alcune incertezze di Hitler sulle priorità del riarmo, disponevano di un numero assolutamente insufficiente di sommergibili oceanici, mentre i britannici, rassicurati dalla scarsezza di mezzi del nemico e dalla disponibilità di nuove tecniche di rilevamento, sottovalutarono il pericolo, quindi allo scoppio della guerra i primi possedevano pochi sommergibili e i britannici non avevano abbastanza cacciatorpediniere né un efficace sistema di convogli.
Nessuna delle due parti aveva in dotazione un aereo di grande autonomia per il pattugliamento e l'attacco antinave; in un primo tempo i tedeschi adeguarono a tale scopo l'aereo di linea Focke-Wulf Fw 200 "Condor", che nonostante i difetti strutturali e la vulnerabilità, collaborò efficacemente con i sommergibili affondando 363 000 tonnellate di bastimenti Alleati tra l'agosto 1940 e l'aprile 1941. I britannici dal canto loro utilizzarono per lungo tempo lo Short Sunderland, un eccellente quadrimotore pesantemente armato, ma con autonomia insufficiente a un adeguato pattugliamento oceanico.
Un consistente aiuto alla caccia agli U-Boot fu dato dal Coastal Command britannico, che nonostante l'arretratezza tecnica e di mezzi all'inizio del conflitto, divenne velocemente un'arma efficace contro gli attacchi dei sommergibili tedeschi. Dallo scoppio del conflitto al giugno 1941, gli squadroni aerei del Coastal Command passarono da tre a quaranta, dotati non solo del Sunderland ma anche dei nuovi Lockheed Hudson e Consolidated PBY Catalina che permisero pattugliamenti e azioni antisommergibile sempre più efficaci.
Ma le battaglie disastrose dell'ottobre del 1940 costrinsero il Regno Unito a rivedere le tattiche. Il principale cambiamento fu l'introduzione di gruppi di scorta permanenti per aumentare la coordinazione e l'efficacia delle navi e degli uomini nelle battaglie. Gli sforzi britannici furono favoriti da un graduale incremento nel numero delle navi di scorta disponibili dovuto all'entrata in servizio dei vecchi cacciatorpediniere statunitensi e delle nuove corvette britanniche e canadesi di classe Flower. Le altre navi disponibili erano equipaggiate dalle forze di Francia libera, Norvegia, Grecia e Paesi Bassi, ma esse costituivano una piccola minoranza rispetto al numero totale.
Inizialmente i nuovi gruppi di supporto consistevano di due o tre cacciatorpediniere e mezza dozzina di corvette, anche se i gruppi erano composti tipicamente da sei navi. Venne rinforzato l'addestramento degli equipaggi e fu allestita una nuova base a Tobermory (Scozia) per preparare le nuove navi di supporto e i loro equipaggi per le necessità delle battaglie sotto lo stretto regime del viceammiraglio Gilber O. Stephenson.
Nel febbraio del 1941, l'ammiragliato spostò i quartier generali del Western Approaches Command, il comando che gestiva il settore occidentale delle coste inglesi, da Plymouth a Liverpool per essere a più stretto contatto e avere un maggior controllo dei convogli atlantici. Venne anche raggiunta una maggiore cooperazione con gli aerei di supporto. Ad aprile l'Ammiragliato prese il controllo degli aerei del Coastal Command. A livello tattico, cominciarono a essere disponibili durante il 1941 nuovi radar a onde corte che potevano individuare gli U-Boot in superficie, oltre a piccole navi e aerei.
L'impatto di questi cambiamenti cominciò a diventare evidente nelle battaglie dei convogli nella primavera del 1941. All'inizio di marzo, Prien nell'U-47 non tornò dal pattugliamento. Due settimane dopo, nella battaglia del convoglio HX-112, il nuovo 3º gruppo di scorta costituito da cinque cacciatorpediniere e due corvette tenne a distanza un gruppo di sommergibili. L'U-100 venne individuato dal primitivo radar del cacciatorpediniere Vanoc, e affondato. Poco dopo l'U-99 venne individuato e affondato. Dönitz aveva così perso tre ottimi comandanti: Kretschmer, Prien e Schepke.
L'ammiraglio tedesco decise quindi di muovere i gruppi di sottomarini ancor più a occidente, per cercare di colpire i convogli prima che questi si unissero alle navi di supporto. La nuova strategia venne premiata all'inizio di aprile quando un gruppo di otto U-Boot disposti in linea di pattugliamento individuò il convoglio SC-26 senza la scorta. Vennero affondate dieci navi delle quali sei nel primo giorno (prima dell'arrivo della scorta) e l'incrociatore ausiliario AMC Worcestershire venne silurato; dopo l'arrivo della scorta quattro U-Boot continuano l'attacco, con successo, anche se l'U-76 fu intercettato e affondato dalla HMS Wolverine.
Il 9 maggio il cacciatorpediniere britannico Bulldog catturò l'U-110 in quella che venne ribattezzata operazione Primrose e recuperò una macchina Enigma completamente intatta. Assieme ad altri recuperi analoghi, fu quindi possibile per gli Alleati la decodifica dei codici cifrati tedeschi. La macchina venne portata a Bletchley Park, e grazie a persone come Tommy Flowers e Alan Turing i britannici riuscirono a decifrare i segnali tedeschi per qualche mese, finché Enigma non venne migliorata. Questo evento, incidentalmente, fornì una spinta allo sviluppo di uno dei primi dispositivi elettronici programmabili, il computer Colossus.

### La legge affitti e prestiti
Il Regno Unito dipendeva dalla sua marina mercantile per l'approvvigionamento di cibo e di altre materie prime e materiali bellici essenziali per il sostentamento della popolazione e per il proseguimento dello sforzo bellico, e gli scambi commerciali avvenivano con gli Stati Uniti e con i possedimenti coloniali che l'Impero britannico controllava nelle varie parti del mondo. Durante il primo conflitto mondiale erano stati compiuti grandi sforzi per proteggere questo collegamento vitale in quanto la Germania aveva seriamente minacciato di interrompere, con l'adozione della guerra sottomarina indiscriminata, le comunicazioni marittime, con conseguente concreta possibilità per il Regno Unito di essere sconfitto.
Allo scoppio della seconda guerra mondiale Hitler riprese questa strategia e, analogamente a quanto accaduto nel conflitto 1914-1918, furono disposte operazioni navali di superficie e sottomarine, al fine di ritentare il blocco della Gran Bretagna che, dopo l'inizio delle ostilità, aveva incominciato a ricevere aiuti dagli Stati Uniti, grandemente potenziati dopo la decisione del Presidente Franklin Delano Roosevelt di promulgare il Lend-Lease, o "legge affitti e prestiti", l'11 marzo 1941, secondo il quale gli Stati Uniti sarebbero divenuti "l'arsenale della democrazia"; qualche mese più tardi Roosevelt sottoscrisse un'intesa con Churchill, denominata Carta Atlantica, volta a stabilire il predominio globale anglosassone sulla base di nobili principi di libertà e democrazia.

### Giugno - dicembre 1941: i campi di battaglia si allargano
Il 3 giugno il commodoro canadese L.W. Murray assunse il ruolo di Commodoro Comandante della Forza di Supporto di Terranova, sotto l'autorità del comandante in capo del Western Approaches Command a Liverpool: 6 cacciatorpediniere e 17 corvette canadesi, rinforzate da 7 cacciatorpediniere e 5 corvette della Royal Navy furono riunite per proteggere i convogli dai porti canadesi verso Terranova e successivamente verso il sud dell'Islanda, dove avrebbero ceduto il compito ai gruppi britannici.
L'arrivo dei sommergibili tedeschi nell'Atlantico tropicale aveva reso troppo pericolosa la navigazione per i mercantili statunitensi privi di scorta; il 21 maggio la SS Robin Moor, una nave americana che non trasportava equipaggiamento militare, fu fermata dall'U-69 a 1210 km a ovest di Freetown e, dopo aver concesso all'equipaggio e ai passeggeri 30 minuti per salire sulle scialuppe di salvataggio, l'U-Boot silurò la nave affondandola. I sopravvissuti andarono alla deriva senza essere aiutati o individuati per 18 giorni e, quando le notizie dell'affondamento giunsero negli Stati Uniti, solo poche compagnie di mercantili si sentirono al sicuro, tanto che, come fece notare il Times nel giugno del 1941, «se tali affondamenti continuano, con le navi statunitensi situate in luoghi remoti rispetto ai fronti di combattimento, saremo in pericolo, quindi gli Stati Uniti dovrebbero richiamare le proprie navi nell'oceano o rinforzare i propri diritti di fare libero utilizzo dei mari».

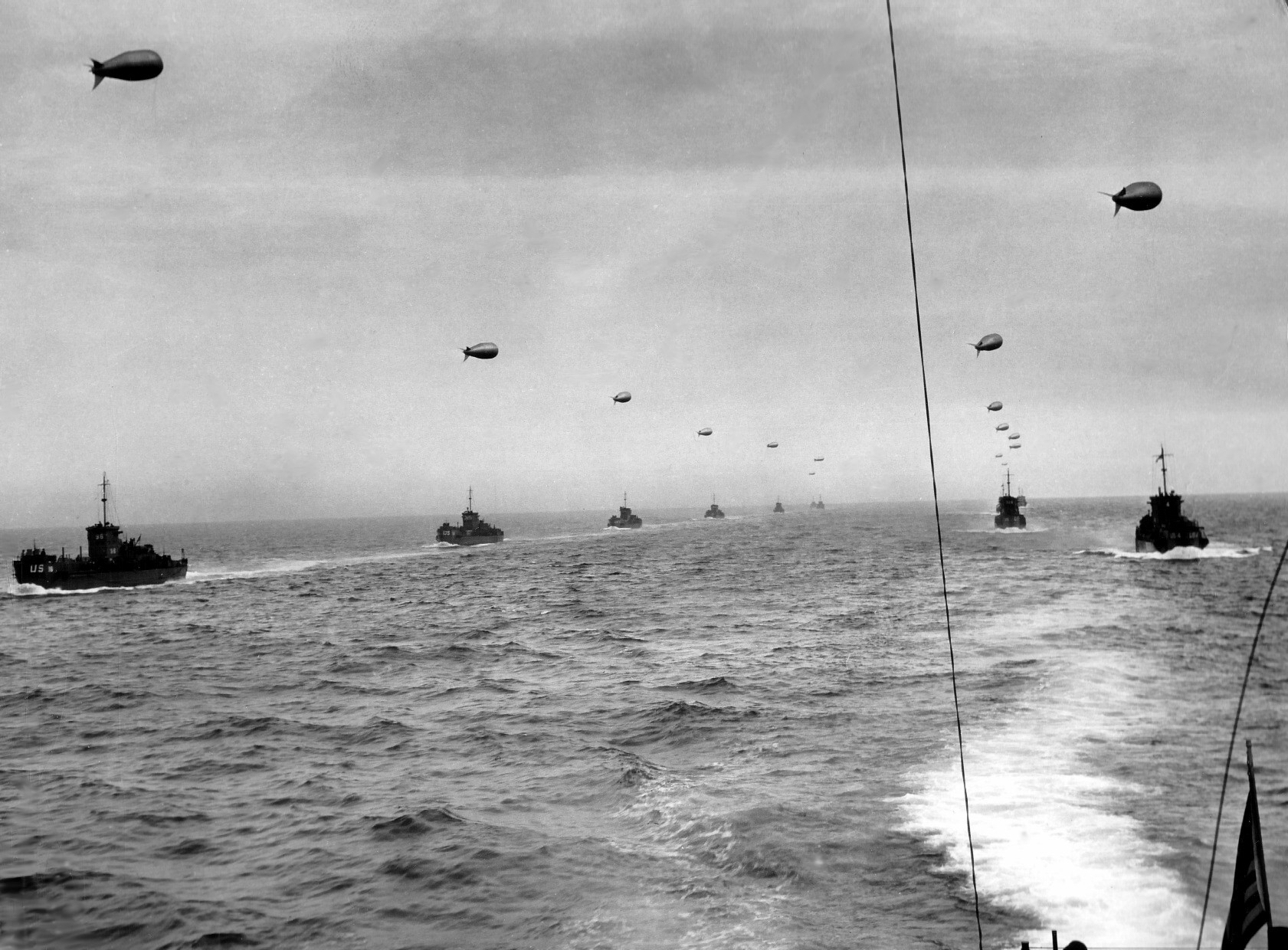
Convoglio Alleato in navigazione protetto da palloni di sbarramento

Nello stesso periodo gli Stati Uniti stavano aumentando la loro partecipazione indiretta alla guerra: nonostante la loro posizione ufficiale di neutralità nel mese di aprile il Presidente Roosevelt estese la zona di sicurezza Pan-Americana a est fino all'Islanda. All'inizio di luglio i marines statunitensi rilevarono la guarnigione britannica di Reykjavík e da quel momento le forze navali statunitensi si occuparono della protezione del traffico mercantile tra America e Islanda. La "neutralità" americana nell'Atlantico stava diventando chiaramente sempre meno neutrale: da aprile le navi Alleate potevano essere riparate nei cantieri americani e la norma del Lend-Lease Act consentiva agli stessi cantieri statunitensi di costruire navi per conto dei britannici.
Intanto anche il Canada contribuiva in maniera crescente ad alleviare i gravosi impegni della Gran Bretagna nell'Atlantico. Nel giugno del 1941 quest'ultima decise di fornire supporto ai convogli lungo tutta la rotta di attraversamento nel Nord Atlantico, e allo scopo l'ammiragliato chiese alla Royal Canadian Navy di assumersi la responsabilità nella protezione dei convogli in navigazione verso est fino a un punto di incontro nel sud dell'Islanda e di stabilire la base per la propria flotta di supporto a Saint John's nella provincia di Terranova e Labrador. In questo modo i piani dell'ammiragliato di assicurare ai convogli una scorta continua da un capo all'altro dell'oceano diventarono realizzabili.

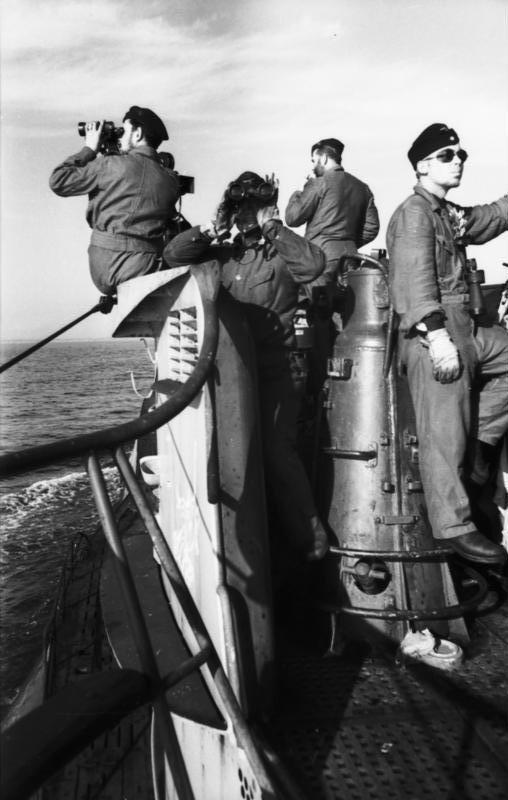
Vedette sulla torretta dello U-552 di Erich Topp in prossimità del porto di Saint-Nazaire il 6 ottobre 1941

Dall'estate 1941 le scorte canadesi e britanniche si incontrarono e si scambiarono i convogli in corrispondenza del Mid Ocean Meeting Point a circa 35° longitudine ovest, mentre le scorte provenienti dall'Islanda e quelle delle rotte occidentali si incontravano e si scambiavano i convogli in corrispondenza del Western Ocean Meeting Point a circa 18° longitudine ovest. Già dalla primavera però la copertura aerea migliorò sensibilmente. I Consolidated PBY Catalina americani ceduti in base al Lend-Lease alle forze aeree Alleate permisero di portare il limite di tale copertura a 1 100 km dalle isole britanniche (il che costrinse gli U-Boot ad abbandonare le rotte occidentali), a 1 000 km dal Canada e 650 km dalla costa meridionale dell'Islanda. Rimaneva però ancora un grosso varco di 500 km nel medio Atlantico, e i bombardieri a lunghissimo raggio sarebbero entrati in servizio a metà aprile 1941 e in modo regolare solo a fine marzo 1943.
Intanto il numero degli U-Boot disponibili stava aumentando; a luglio 1941 i sommergibili in condizioni operative salì a 65 e in ottobre a 80. Il 1º settembre gli U-Boot erano in tutto 198 mentre a 47 ammontava il numero di quelli andati perduti fino a quel momento: in pratica i tedeschi producevano più sommergibili di quelli che gli Alleati riuscivano ad affondare.
In settembre in seguito a un incontro tra Churchill e Roosevelt, la cooperazione tra le marine da guerra dei due paesi fu ulteriormente accresciuta dall'approvazione del Western Hemisphere Defence Plan Number 4 in base al quale le navi americane incominciarono a scortare i convogli Alleati nell'Atlantico occidentale fino al Mid Ocean Meeting Point che per l'occasione fu spostato fino al 22° longitudine ovest. In ottobre gli affondamenti da parte degli U-Boot scesero a 32 navi, nessuno dei quali avvenne entro un raggio di 650 km da una qualsiasi delle basi del Coastal Command a dimostrazione della riluttanza dei comandanti tedeschi di entrare in azione in zone coperte dal raggio dei bombardieri (anche se il calo fu anche in parte dovuto all'invio di numerosi sommergibili nel Mediterraneo per appoggiare indirettamente le operazioni di Rommel in Nordafrica. Il 31 ottobre, lo U-552 (comandato dall'asso Erich Topp) affondò il cacciatorpediniere USS Reuben James, con un centinaio di morti tra l'equipaggio; fu la prima nave da guerra statunitense affondata da un U-Boot.
In novembre gli affondamenti operati dagli U-Boot calarono a poco più di un terzo del mese precedente, e nel dicembre diminuirono ancora, almeno per quanto riguardava le operazioni dell'Asse nel Nord Atlantico; infatti le perdite Alleate in estremo Oriente in seguito all'entrata in guerra del Giappone fecero salire il numero delle navi Alleate affondate a 282, per quasi 600 000 tonnellate.
Grazie a un trattato di alleanza tra Regno Unito e Portogallo risalente al 1373, agli Alleati vennero concesse nel luglio 1941 le basi di Lajes (allora denominato Lagens Field, aeroporto di Terceira) e Faial (porto di Horta). Immediatamente dei Gloster Gladiator incominciarono le attività di pattugliamento, ma fu solo l'8 ottobre 1943 che venne costruita una pista in componenti metallici che permetteva il decollo e l'atterraggio di aerei pesanti, in grado di effettuare pattugliamenti a lungo raggio sull'Atlantico. Immediatamente i Lockheed Hudson, gli Avro 683 Lancaster e gli Avro 685 York insieme ai Boeing B-17 Flying Fortress e ai Vickers Wellington incominciarono le operazioni antisommergibile entro un raggio di 500 miglia nautiche, e il 9 novembre un B-17 del 220º squadrone del Coastal Command registrò il primo affondamento.

### I primi insuccessi degli U-Boot

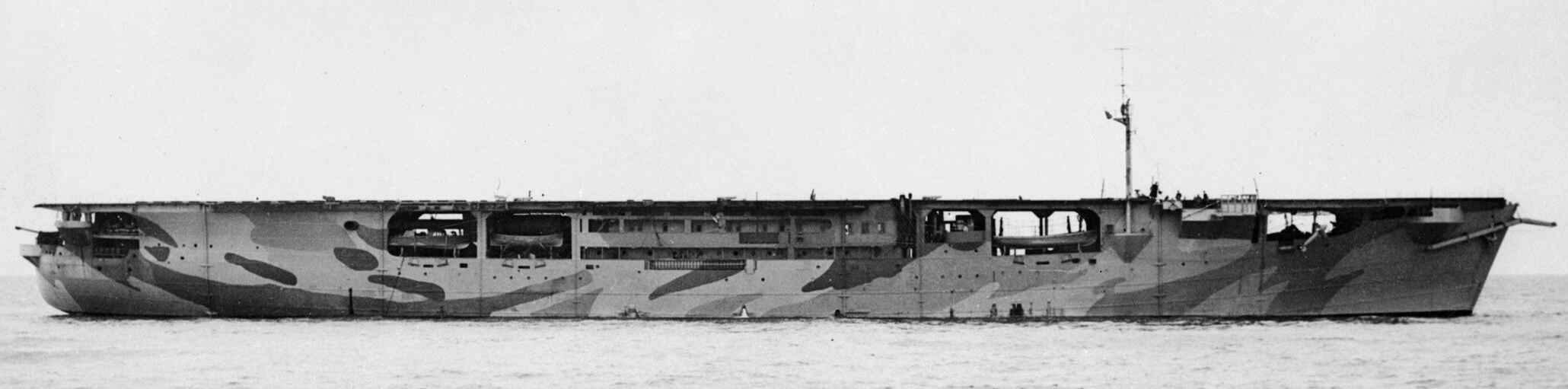
La portaerei di scorta inglese HMS Audacity, affondata dall'U-751 il 21 dicembre 1941

Durante la seconda metà del 1941 i bombardieri a lungo raggio d'azione della Luftwaffe erano arrivati a rappresentare una grossa minaccia, forse maggiore di quella degli U-Boot. Rendendosi conto della necessità per ogni convoglio di poter contare sull'appoggio ravvicinato di aerei da caccia catapultabili, i britannici fecero entrare in servizio la prima portaerei di scorta, l'HMS Audacity.
Nel dicembre 1941, il convoglio HG-76 salpò da Gibilterra con destinazione Liverpool, scortato dal 36º gruppo di supporto costituito da sei corvette al comando del capitano Frederic John Walker, rinforzato dalla portaerei di scorta HMS Audacity, che imbarcava l'802 Naval Air Squadron, e da tre corvette della Forza H. L'Audacity svolse un ruolo chiave nell'efficace difesa del convoglio malgrado esso fosse intercettato e attaccato per nove giorni da un gruppo di dieci sommergibili che incrociavano in quelle acque, anche se la stessa finì poi con l'essere affondata il 21 dicembre.
Gli Alleati, nonostante fossero riusciti a difendere i convogli durante l'estate e l'inizio dell'autunno, fino a quel momento non erano riusciti ad affondare i sommergibili in quantità significative e le corvette di classe Flower di supporto, pur potendoli individuare con i loro radar Type 271, non erano sufficientemente veloci da portare un attacco a causa dei loro 16 nodi di velocità massima.
Walker era un innovatore tattico, gli equipaggi delle sue navi erano altamente addestrati e, grazie alla presenza di una portaerei di scorta, gli U-Boot vennero avvistati frequentemente e costretti all'immersione prima ancora di potersi avvicinare al convoglio. Nei cinque giorni successivi furono affondati quattro sommergibili mentre i britannici subirono la perdita della portaerei, di un cacciatorpediniere e di tre navi mercantili.

### Gennaio - febbraio 1942

#### Operazione Paukenschlag
L'attacco giapponese a Pearl Harbor e la conseguente dichiarazione di guerra della Germania agli Stati Uniti ebbero naturalmente dei risvolti sull'attività degli U-Boot nell'Atlantico contro il traffico mercantile anglo-americano. Nel maggio 1942 l'ammiraglio Dönitz e il suo stato maggiore avevano valutato che per sconfiggere la Gran Bretagna sarebbe stato necessario affondare in media 700 000 tonnellate di naviglio mercantile Alleato al mese, pur sapendo che nel 1941 la media mensile non superava le 180 000 tonnellate. I tedeschi pensavano che l'entrata in guerra degli Stati Uniti avrebbe assicurato loro maggiore libertà d'azione nell'Atlantico occidentale e maggiori possibilità di intercettare obiettivi non scortati. Sebbene il numero di U-Boot operanti al largo della costa americana non superasse mai la mezza dozzina, questi ottennero ottimi risultati: entro l'inizio di aprile i sommergibili tedeschi affondarono quasi mezzo milione di tonnellate di naviglio (per il 57% petroliere-cisterna) mettendo in grossa crisi i collegamenti marittimi tra Inghilterra e Stati Uniti.

Simulazione del passaggio di una petroliera davanti a una costa illuminata, che ne rende evidente la sagoma: il mancato oscuramento delle città costiere degli Stati Uniti rese possibili facili vittorie ai comandanti dei sommergibili tedeschi

Il 9 gennaio 1942 i comandanti degli U-Boot ricevettero il messaggio Paukenschlag 13, ossia l'ordine di attacco, che avrebbe dovuto avere inizio il giorno 13 alle ore 00.00; i sommergibili che arrivarono di fronte alla costa orientale degli Stati Uniti rilevarono che non era stata disposta nessuna norma in materia di oscuramento. Di notte le grandi località di villeggiatura costiere, come Miami, continuavano a rischiarare un'ampia fascia costiera con i loro chilometri di spiagge illuminate al neon, contro le quali la sagoma delle navi si stagliava con grande risalto.
Questo, e la mancanza di limitazioni all'impiego della radio davano agli U-Boot tutto l'aiuto di cui avevano bisogno. Gli ufficiali tedeschi potevano ascoltare le conversazioni dei loro colleghi Alleati sui nomi dei mercantili, sulla loro stazza, sulla loro rotta e sul loro carico e infine le navi si muovevano tenendo accese le luci e gli indicatori di navigazione. La missione durò fino alla fine del mese e in totale furono affondate 26 navi, per complessive 160 000 tonnellate di naviglio.
La United States Navy era stata colta completamente impreparata, nonostante gli avvertimenti dei britannici che avevano già riscontrato come gli U-Boot fossero in grado di avvicinarsi e di attaccare in prossimità delle coste; furono ignorati, inoltre, gli avvertimenti sulla capacità dei tedeschi di intercettare le trasmissioni radio navali. A ciò si aggiungeva che i circa 2 400 chilometri della costa orientale degli Stati Uniti e del Canada erano presidiati solo da 20 imbarcazioni della United States Coast Guard e da 103 aerei. Altrettanta miopia fu dimostrata dal mondo civile, sia da parte della marina mercantile, che si rifiutò di navigare a luci spente in quanto «scomodo», sia da parte della popolazione, che disobbedì all'ordine delle autorità di spegnere le luci durante la notte in quanto questo avrebbe potuto danneggiare il turismo, ponendo di fatto le basi per la prosecuzione delle attività dei sommergibili tedeschi nell'operazione Paukenschlag
L'ammiraglio Dönitz fu a tal punto incoraggiato da questi successi che pensò di mandare tutti gli U-Boot disponibili lungo la costa americana. Paradossalmente gli Alleati furono soccorsi in questo momento critico dalla decisione di Hitler di inviare ogni unità di superficie e ogni U-Boot in Norvegia per prevenire un'invasione Alleata.
Contemporaneamente alla partenza dei cinque U-Boot verso la costa orientale del Nord America, l'ammiraglio Dönitz ottenne il 24 dicembre 1941 dal Großadmiral Erich Raeder l'autorizzazione a trasferire nella zona delle Azzorre i sommergibili di tipo IX che in quel periodo stavano operando in prossimità di Gibilterra e il 2 gennaio 1942 fu emanata la direttiva 2200 che, con l'esclusione di soli tre sommergibili nel Mediterraneo, poneva sotto suo controllo le restanti unità. Dönitz pertanto disponeva di ulteriori unità per una nuova ondata da inviare nel Mare Caraibico; questo avrebbe consentito l'attacco nelle zone prospicienti Trinidad, Curaçao e Aruba, cioè i punti di partenza delle petroliere provenienti dal Venezuela.
Nel settore sud vennero inviate cinque unità, alle quali fu accordata la medesima libertà di azione di cui disponevano i sommergibili che operavano a nord; analogamente a quanto era avvenuto in quel settore, le coste erano illuminate e senza disposizioni di sicurezza per quanto riguarda le comunicazioni; durante la missione furono affondate 17 navi, un numero decisamente inferiore a quanto realizzato nel settore nord, ma si realizzò l'obiettivo di creare una situazione di grave pericolo in una zona di mare fino a quel momento non investita dalla guerra.

#### Il «secondo momento felice»
Gli affondamenti da parte dei sommergibili dell'Asse aumentarono di mese in mese, avvicinandosi a 500 000 tonnellate in febbraio e superando questo limite in marzo; in aprile scesero a 430 000, ma col tempo salirono fino a 600 000 raggiungendo infine in giugno la considerevole cifra di 700 000 tonnellate. Alla fine di giugno il bottino realizzato dai sommergibili a partire dall'inizio dell'anno superò i tre milioni di tonnellate, sulle 4 147 406 tonnellate affondate nel complesso, indipendentemente dalla causa; quasi il 90% di questi affondamenti avvenne nell'Atlantico e nell'Artico. Fu solo in luglio che, grazie a un miglioramento generale delle tecniche antisommergibile e all'adozione da parte americana del sistema dei convogli, le perdite mensili causate dagli U-Boot scesero sotto le 500 000 tonnellate.
L'arrivo degli U-Boot sulle coste nord e sud americane costituì da parte tedesca un notevole successo, tanto da essere qualificato come il «secondo momento felice», mentre, da parte Alleata, costituì un grave colpo alla sicurezza della navigazione e obbligò gli Stati Uniti ad accelerare il programma di costruzione di nuove unità antisommergibile e, nonostante la censura militare tendesse a minimizzare gli effetti dell'incursione tedesca, la notizia si era sparsa e gli effetti non tardarono a manifestarsi: durante il mese di febbraio gli equipaggi di sei mercantili si rifiutarono di prendere il mare senza che gli fosse garantita la protezione dai sommergibili e la marina destinò sette cacciatorpediniere alla protezione del traffico navale nella zona di New York, ma la difesa costiera risultava comunque inadeguata e la minaccia sottomarina avrebbe costituito per il periodo immediatamente successivo un problema di notevoli dimensioni per il trasporto di materiali verso l'Inghilterra.

#### Operazione Chariot

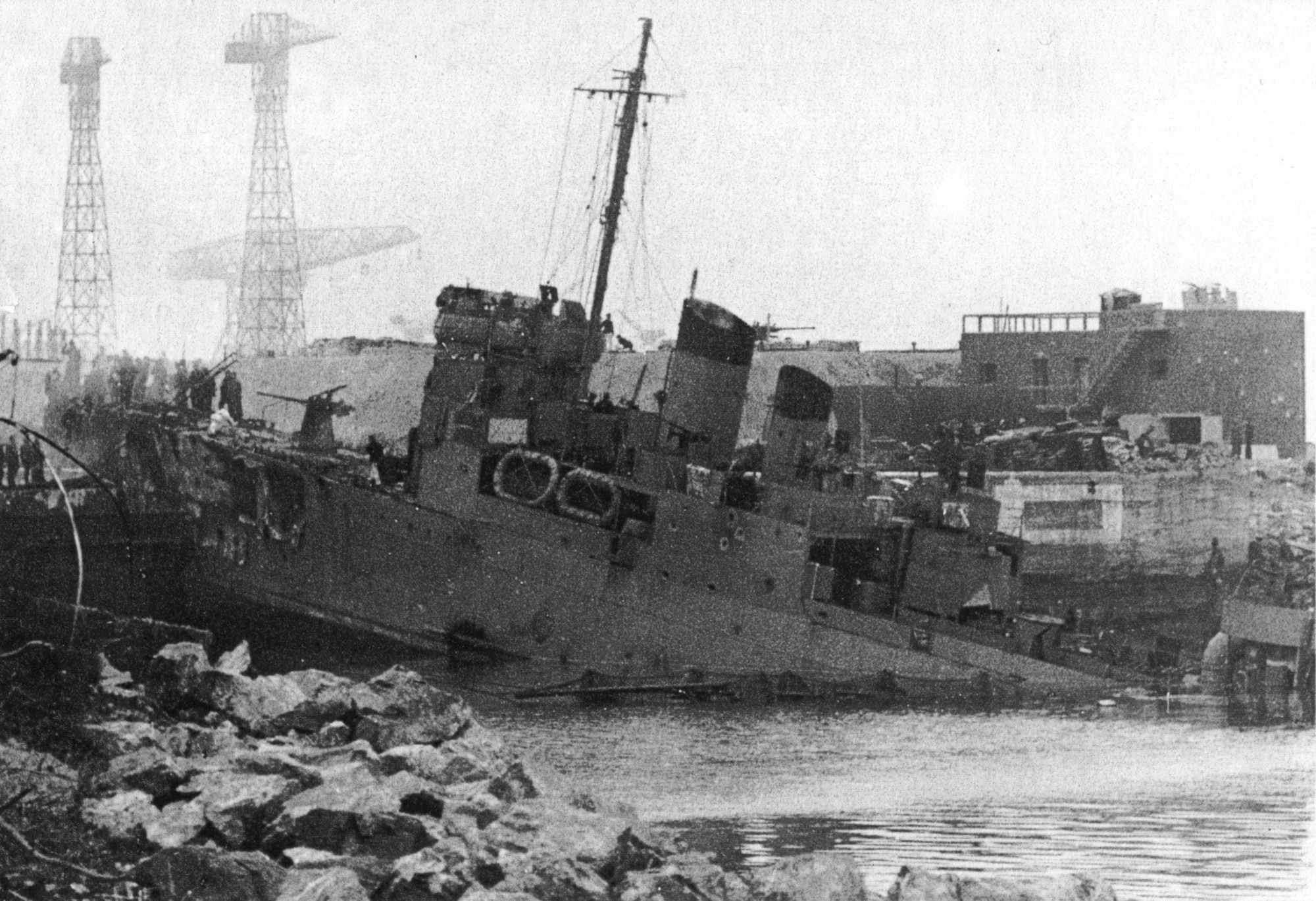
Il cacciatorpediniere britannico HMS Campbeltown dopo l'impatto con la chiusa del bacino di carenaggio del porto francese di Saint-Nazaire

Per ridurre le capacità di manovra della Kriegsmarine nell'Atlantico, il 28 marzo 1942 venne attuata l'operazione Chariot: un cacciatorpediniere inglese, l'HMS Campbeltown, venne sacrificato in una missione senza ritorno nel porto francese di Saint-Nazaire, pianificata con lo scopo di rendere inservibile un bacino di carenaggio, che avrebbe potuto ospitare la nave da battaglia tedesca Tirpitz o altre navi di grande tonnellaggio, permettendone una riparazione dopo una loro eventuale incursione in Atlantico.
La nave, imbottita di esplosivo con vari timer annegati dentro cassoni di cemento per renderne impossibile il disinnesco, venne portata a Saint-Nazaire da un equipaggio di volontari, dopo essere stata resa simile a una torpediniera tedesca della classe Möwe. Al suo seguito viaggiava una flottiglia di imbarcazioni d'assalto che imbarcavano molti commando, con il duplice incarico di neutralizzare le difese del porto e di reimbarcare l'equipaggio dell'HMS Campbeltown dopo l'impatto con le porte del bacino. Su 611 uomini della forza d'assalto, 169 morirono, oltre 200 vennero catturati e gli altri 222 vennero evacuati dalle imbarcazioni superstiti. Il bacino venne reso inutilizzabile dall'esplosione, che uccise 250 tra tedeschi e civili francesi, e venne riparato solo nel 1947.

### Luglio 1942 - febbraio 1943: la battaglia torna nell'Atlantico

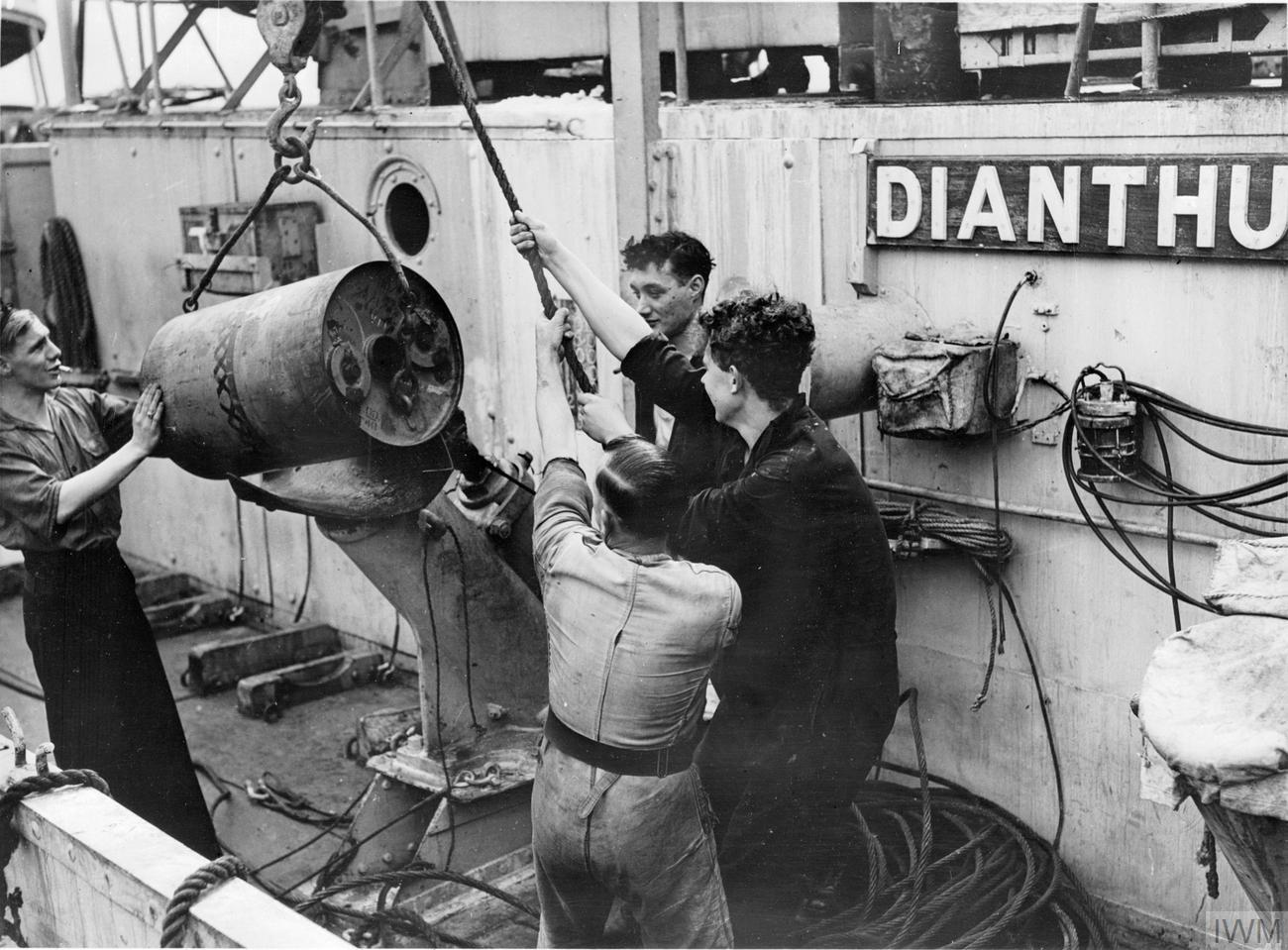
Una bomba di profondità viene caricata in un lanciatore di bombe sulla corvetta HMS Dianthus il 14 agosto 1942

Nell'agosto l'arrivo di nuovi U-Boot fece salire il numero totale a 300 unità, circa la metà dei quali operativi. In agosto il totale degli affondamenti ritornò al di sopra delle 500 000 tonnellate, realizzando grossi risultati soprattutto nei pressi di Trinidad, dove molte navi viaggiavano ancora da sole. I nuovi U-Boot avevano ora un raggio d'azione di 50 000 chilometri, e potevano immergersi fino a 200 metri, avevano inoltre il notevole vantaggio di rifornirsi di carburante in mare aperto tramite l'impiego di speciali sommergibili "cisterna" (le cosiddette Milchkühe - "mucche da latte") e di possedere efficienti sistemi di intercettazione radio dei segnali Alleati ricevuti e trasmessi.
Gli Alleati reagirono rapidamente prendendo nuove contromisure. Fu proprio questo il periodo di maggior innovazione, infatti vennero messe a punto nuove bombe di profondità capaci di esplodere a profondità maggiori, venne introdotto un nuovo radar centimetrico che gli U-Boot non potevano intercettare, entrò in funzione la Leigh light che permetteva azioni aeree notturne antisommergibile e in condizioni di scarsa visibilità.
Nella seconda metà del 1942 Dönitz concentrò le sue forze su quel tratto di Atlantico a sud della Groenlandia che era irraggiungibile per i gruppi di scorta Alleati, in modo tale da individuare i convogli prima che entrassero in questa zona, concentrare l'attacco mentre questi attraversano e ritirarsi non appena fossero tornati nella zona sorvegliata dagli aerei. Le perdite Alleate a partire da luglio aumentarono nuovamente e gli affondamenti salirono a 119 navi per complessive 729 000 tonnellate, e in generale nel 1942 i sommergibili dell'Asse avevano affondato in tutto il globo 1 160 navi per 6 266 000 tonnellate mentre le perdite complessive ammontavano a 1 664 navi per 7 790 000 tonnellate contro le 7 000 000 tonnellate di nuovo naviglio prodotte, mettendo in crisi l'approvvigionamento di materie prime degli Alleati. Anche l'Asse subì però notevoli perdite: 87 sommergibili tedeschi e 22 italiani vennero distrutti ma ne venivano prodotti al ritmo di 17 nuove unità al mese, un numero sufficiente a compensare le unità perdute e anzi in grado di incrementare le unità operative.
Il 19 novembre 1942, l'ammiraglio Noble venne sostituito come "comandante in capo delle rotte occidentali" dall'ammiraglio Sir Max Horton. Horton utilizzò il numero crescente di navi di scorta che diventavano disponibili per organizzare gruppi di supporto (Support group) che vennero utilizzati per rinforzare i convogli che erano sotto attacco. A differenza dei gruppi di scorta regolari, i gruppi di supporto non erano responsabili della sicurezza di un particolare convoglio, ma erano liberi di prendere l'iniziativa e operare aggressivamente contro le "mute" degli U-Boot. Questa grande flessibilità tattica permise quindi il distacco di navi per la caccia a sommergibili che venivano avvistati dai ricognitori o individuati con l'HF/DF, e spesso i gruppi di supporto (in effetti cacciatori, letteralmente da Hunter-Killer Groups) erano incentrati su portaerei di scorta, derivate dalla trasformazione di navi mercantili o cisterne, anch'esse lente e in grado di trasportare al massimo una ventina di velivoli come la Classe Bogue statunitense o le britanniche HMS Pretoria Castle, HMS Nairana e HMS Campania, ma perfettamente in grado di dare la caccia anche per giorni ad un U-Boot in immersione, cosa che accadde spesso e si concluse con l'affondamento di parecchi tra loro. Una tattica utilizzata dal capitano Frederic John Walker era di stabilirsi direttamente sopra un U-Boot e attendere fino a quando non esauriva l'aria ed era costretto a tornare in superficie.

### Marzo - maggio 1943: il "maggio nero"

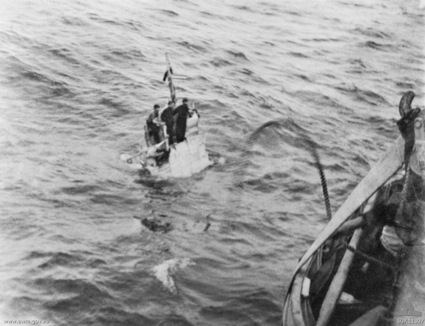
I superstiti dell'equipaggio di un Sunderland del 10º Squadron del Coastal Command appollaiati sui rottami di un'ala vengono recuperati da una corvetta britannica il 6 agosto 1943 nel Golfo di Biscaglia; l'aereo aveva appena affondato lo U-454 ma era stato a sua volta abbattuto dalla contraerea dell'U-Boot

La controffensiva di Horton e l'utilizzo da parte degli alleati di nuove apparecchiature misero in crisi i comandi tedeschi: in maggio le perdite di U-Boot erano più che raddoppiate, raggiungendo il 30% dei sommergibili in attività, pertanto il 23 maggio Dönitz ritirò i suoi sommergibili dall'Atlantico settentrionale in attesa di nuove armi da impiegare. I mercantili vennero riuniti in convogli protetti dai nuovi bombardieri a lungo raggio B-24 Liberator, i nuovi dispositivi radar e le bombe di profondità garantivano sempre di più la sicurezza al naviglio Alleato; di conseguenza gli affondamenti dovuti ai sommergibili calarono velocemente e Dönitz si rese conto che essi dovevano essere utilizzati in altre zone.
Alla conferenza di Casablanca Churchill e Roosevelt decretarono che la sconfitta degli U-Boot doveva avere la priorità assoluta nello sforzo bellico Alleato, perché finché non fossero riusciti a neutralizzare la minaccia degli U-Boot, e quindi vincere la battaglia dell'Atlantico, sarebbe stato impossibile tentare di invadere l'Europa con sufficienti probabilità di successo; già da tempo comunque la crescente disponibilità di nuove armi aveva creato le condizioni per la vittoria Alleata nell'Atlantico.
Il clima invernale concesse una breve tregua nei combattimenti durante i mesi di gennaio e febbraio del 1943, ma le battaglie ricominciarono in primavera con la stessa ferocia di prima: gli U-Boot in pattugliamento erano in numero tale che era difficile per i convogli evitarli, e si moltiplicarono gli scontri; a marzo altre 260 000 tonnellate di naviglio erano affondate e le navi di scorta furono eluse nello scontro che coinvolse i convogli HX-229 ed SC-122. La situazione delle scorte nel Regno Unito era tale che si temeva di non essere in grado di continuare la guerra con rifornimenti così scarsi e sembrò che Dönitz potesse vincere la guerra ma, nei due mesi successivi, si sarebbero ribaltati i destini delle due parti.
Il punto di svolta fu la battaglia incentrata sul lento convoglio ONS-5, costituito da 43 mercantili scortati da due cacciatorpediniere, una fregata e alcune corvette: esso venne attaccato da 30 U-Boot e anche se 13 mercantili furono affondati, i sommergibili nemici vennero rilevati dall'HF/DF e le navi di scorta e gli aerei ne affondarono 6; nonostante una tempesta che sparpagliò il convoglio, i mercantili raggiunsero la protezione aerea costringendo l'ammiraglio Dönitz a sospendere l'attacco.
Il 14 marzo il sommergibile italiano Leonardo da Vinci incontrò il transatlantico britannico Empress of Canada (21 517 tsl), 330 miglia a sudovest di Capo Palmas (Liberia): lanciò tre siluri con i tubi di poppa e due delle armi colpirono la nave, che andò a fondo; si trattò del maggior successo mai conseguito da un sommergibile italiano.
Ad aprile, le perdite di sommergibili aumentarono mentre gli affondamenti di navi diminuirono drasticamente e, a partire dal mese di maggio, non vennero più organizzati gruppi di U-Boot, tanto da ribattezzarlo il "maggio nero" per la flotta di sommergibili tedesca.

### Giugno 1943 - maggio 1945: gli anni finali

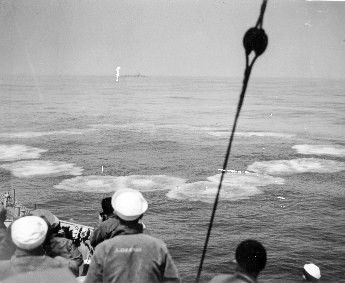
Una raffica di "porcospini" (bombe di profondità) appena lanciata a corolla dalla USS Moberly sull'U-853, che non riemerse più

A metà del 1943 fu chiaro che la Germania aveva perso la sua corsa tecnologica: gli sviluppi tecnologici Alleati nel rilevamento, sia aereo sia navale, superavano l'evoluzione dei battelli subacquei. Fondamentale fu l'introduzione dei radar centimetrici che gli U-Boot non erano in grado di intercettare e che potevano rilevare anche la piccola traccia generata dallo snorkel di un sommergibile in immersione a quota periscopica, ma anche le nuove armi contribuirono al successo Alleato.
Nessun convoglio Alleato fu attaccato nell'Atlantico settentrionale durante il giugno 1943, e i mesi successivi furono infausti per gli U-Boot soprattutto nel Golfo di Biscaglia dove le pattuglie aeree del Coastal Command affondarono ben 17 sommergibili e ne costrinsero 6 a invertire la rotta. Tra giugno e agosto gli U-Boot affondarono su tutti i mari del globo solamente 58 mercantili, ma questo risultato costò la perdita di ben 78 sommergibili, affondati soprattutto da aerei. Dönitz, nella speranza di riprendere il sopravvento, oltre a sostenere lo sviluppo di nuove armi, cominciò, dal 1943, a esercitare pressioni su Hitler per convincerlo della necessità di una più consistente copertura aerea sulle rotte di transito, e di aumentare la produzione di U-Boot da 30 a 40 al mese assegnando la priorità ai nuovi sommergibili in grado di sviluppare un'elevata velocità in immersione.
Vennero effettuati vari tentativi per proteggere la flotta di U-Boot Tipo VII, ad esempio dotarli di massicce batterie antiaeree, rilevatori radar e infine l'uso degli snorkel per permettere ai sommergibili di immergersi continuando ad utilizzare i motori diesel. Vennero anche sviluppate contromisure antiradar ed acustiche come riflettori radar ed emettitori di disturbi subacquei. Nessuna di queste soluzioni si dimostrò efficace e nel 1943 la potenza aerea Alleata fu in grado di attaccare gli U-Boot direttamente nel Golfo di Biscaglia, appena salpati. I tedeschi continuarono lo sviluppo dei siluri, producendone esemplari (i T IIIa FaT II (G7e) Federapparat-Torpedo) che viaggiavano zigzagando con virate pre-programmate, destinati ad essere lanciati lungo la traiettoria del convoglio, ma che non erano in grado di distinguere fra naviglio amico e bersaglio; non ebbero perciò successo. I più pericolosi si rivelarono i cosiddetti German Navy Acoustic Torpedo, siluri a guida attiva denominati Falke (il primo tipo) e Zaunkönig (il secondo) che seguivano il rumore dei propulsori del bersaglio. Gli Alleati ebbero informazioni su questi siluri dallo spionaggio ben prima del loro utilizzo in combattimento, e svilupparono una contromisura acustica, un bidone rimorchiato con un emettitore di suoni denominato Foxer; questo però aveva anche l'effetto di disturbare i sensori acustici della scorta e di rivelare la presenza del convoglio a lunga distanza. I tedeschi nella nuova versione di siluro, lo Zaunkönig II migliorarono i detonatori, i sensori e le profondità di lancio dei siluri mentre, per contro, gli Alleati affinarono il funzionamento del Foxer, un antesignano del più moderno Nixie.

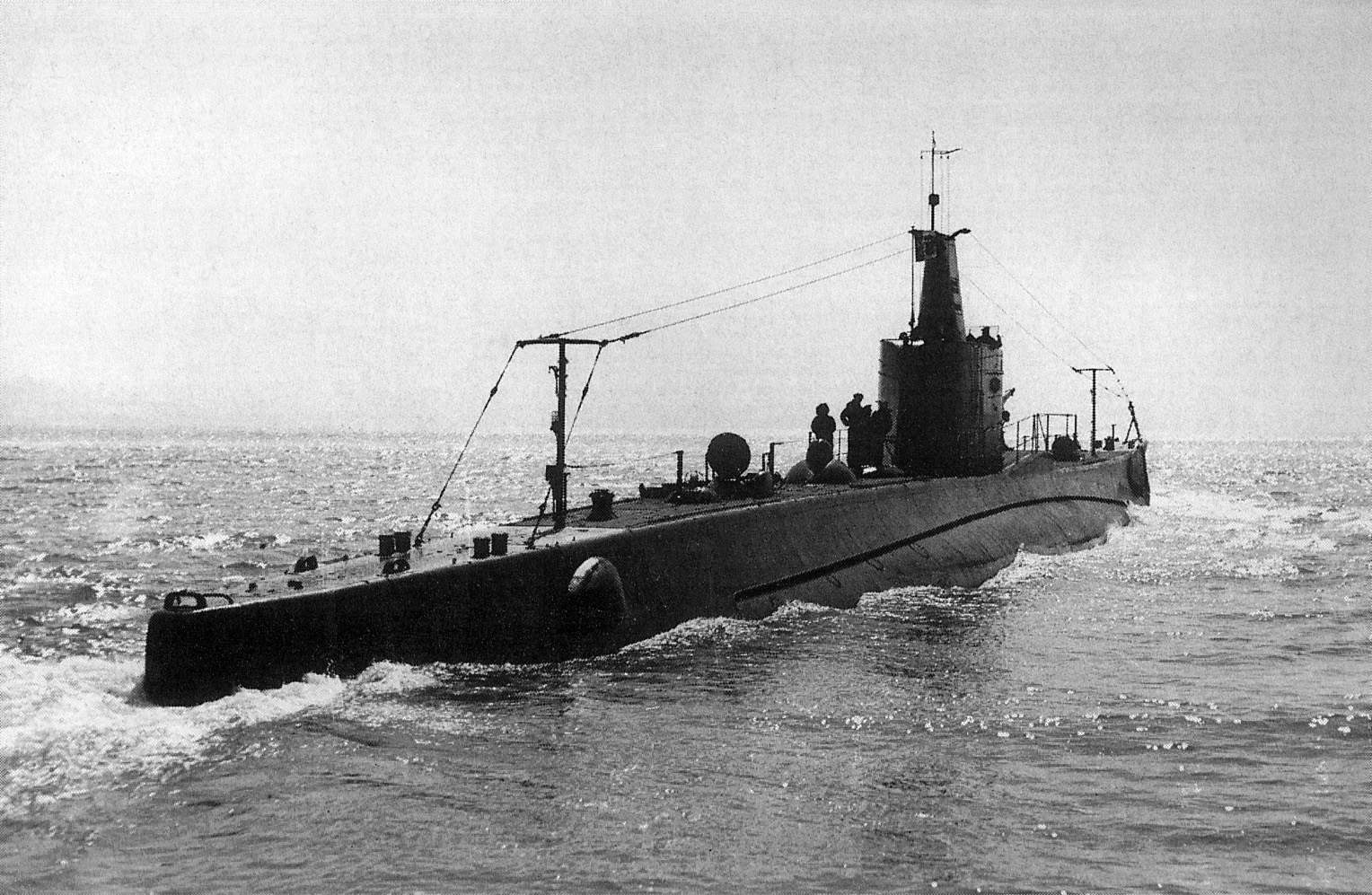
Il sommergibile italiano Leonardo da Vinci

Al momento dell'armistizio dell'Italia l'8 settembre 1943, nel corso delle loro missioni in Atlantico i sommergibili della Regia Marina di base a Betasom avevano affondato complessivamente 109 navi per 593 864 tonnellate di stazza lorda.
Il Da Vinci: con 17 navi, per 120 243 tsl, fu il sommergibile non tedesco con maggior successo nel secondo conflitto mondiale.
Nonostante l'introduzione di queste nuove armi, durante settembre e ottobre, i primi due mesi della nuova campagna lanciata da Dönitz, gli Alleati persero solo nove mercantili dei 2 468 che attraversarono il Nord Atlantico, mentre 25 furono gli U-Boot affondati. Dopo questa ultima sconfitta Dönitz rinunciò a fare operare i sommergibili in grandi gruppi mobili, almeno fino al marzo 1944 quando ricevette l'ordine di formare un gruppo di 40 U-Boot destinato ad operare sotto costa nell'eventualità di un'invasione alleata dell'Europa occidentale. Questi U-Boot, che nel frattempo erano arrivati a 70 distribuiti lungo le coste europee, contribuirono ben poco, sebbene al momento dello sbarco in Normandia, fossero tutti dotati di Schnorchel.
Uno degli episodi più salienti della battaglia dell'Atlantico, dal punto di vista dei servizi segreti, fu la cattura dell'U-505 da parte del task group statunitense Guadalcanal (TK 22.3), costituito il 5 gennaio 1944 con il preciso compito di dare la caccia agli U-Boot nell'Atlantico e di giungere alla cattura di uno di essi intatto, al fine di ricavarne informazioni importanti. Di essa facevano parte la portaerei di scorta Guadalcanal e i cacciatorpediniere di scorta Chatelain, Flaherty, Pillsbury e Pope.
Il 4 giugno 1944, a circa 150 miglia a ovest di Cabo Blanco in Africa occidentale, il cacciatorpediniere Chatelain con il suo sonar scoprì l'U-505 e lanciò una raffica di porcospini su di esso. Successivamente attaccò con bombe di profondità che danneggiarono lo scafo esterno del sommergibile, costringendolo all'emersione. Dopo che il suo equipaggio si mise in salvo lanciandosi in mare, gli americani riuscirono a catturare il sommergibile tedesco, lo ripararono e lo rimorchiarono per circa 2 500 miglia fino alle Bermuda. Fu la prima cattura di una nave nemica in alto mare da parte della marina degli Stati Uniti dopo il 1815.
Il task group Guadalcanal ricevette la Presidential Unit Citation, per il completo successo ottenuto con la cattura del sommergibile, che fu utilissima per scoprire tutti i segreti degli U-Boot. L'U-505 fu conservato ed è oggi esposto al Museum of Science and Industry di Chicago.

#### L'ultima fase
Nei primi mesi del 1945 il numero degli U-Boot registrò un nuovo aumento e, grazie allo snorkel ed alla sospensione delle operazioni a lungo raggio nell'Atlantico, le perdite tornarono ad essere più contenute e compensate dalla produzione; i tedeschi inoltre introdussero le due serie di sottomarini di tipo XXI oceanici, detti Elektroboot, con una velocità in immersione di 17 nodi (31 km/h), paragonabile quindi alle navi che potevano attaccarli, e di tipo XXIII, costieri da 230 tonnellate, e, nel mese di marzo, la flotta sottomarina tedesca raggiunse la sua consistenza massima con 463 U-Boot operativi. Nello stesso periodo tuttavia l'offensiva aerea Alleata cominciò ad infliggere seri danni alla produzione dei sommergibili, mentre le armate Alleate schiacciavano inesorabilmente la Germania, paralizzandone l'industria bellica. Durante le ultime settimane di guerra gli U-Boot operarono quasi esclusivamente al largo delle coste orientali e nord orientali della Gran Bretagna, ottenendo scarsi risultati, anche se nessuno degli U-Boot di ultima generazione fu affondato.
L'ultima battaglia sottomarina della guerra ebbe luogo il 5 maggio 1945: alle ore 08:00 Dönitz ordinò la cessazione delle operazioni ed il rientro di tutti gli U-Boot, lodandoli con la frase: «avete combattuto come leoni!»; l'U-853, mentre incrociava nei pressi di Rhode Island, non ricevette l'ordine e subito dopo un suo siluro colpì il mercantile SS Black Point che rapidamente affondò: fu l'ultimo mercantile statunitense ad essere affondato nella guerra; anche l'U-853 venne affondato dalla violenta reazione delle navi presenti nell'area. Il 7 maggio le ostilità terminarono.
Dopo la capitolazione della Germania, 159 U-Boot si arresero, mentre altri 203 furono affondati dai loro stessi equipaggi. Durante i cinque anni e mezzo di guerra i tedeschi avevano costruito e commissionato 1 157 U-Boot, più altri 700 piccolissimi sommergibili e ne avevano catturati al nemico quindici. Tra le file tedesche andarono perduti 784 sommergibili, compresi tre catturati. La maggior parte di quelli affondati in mare, 500 su 632, furono distrutti dai britannici o da forze al loro comando; di contro i sommergibili tedeschi ed italiani affondarono 2 840 navi, per un totale di circa 15 000 000 di tonnellate, la quasi totalità da parte dei tedeschi, i cui U-Boot affondarono inoltre 175 unità da guerra Alleate, in massima parte britanniche. Delle perdite Alleate ad opera degli U-Boot, il 61% fu rappresentato da mercantili sorpresi mentre navigavano da soli, il 9% da navi che avevano perso il contatto con i loro convogli, e solo il 30% da navi che procedevano in convoglio, e di queste solo una minima parte furono affondate in zone dove esisteva un'adeguata copertura aerea.
L'utilizzo per quattro anni da parte dei tedeschi delle basi navali francesi ed il rifiuto dell'Irlanda di permettere agli Alleati di sfruttare le sue coste occidentali e meridionali, sebbene essa dipendesse largamente dai rifornimenti che i convogli trasportavano, contribuirono considerevolmente all'entità delle perdite Alleate nell'Atlantico ma, grazie al controllo Alleato sull'Irlanda del Nord e sull'Islanda, almeno una rotta di accesso alla Gran Bretagna poté rimanere aperta anche nelle fasi più intense della guerra sottomarina nell'Atlantico.

## Convergenze di tecnologie

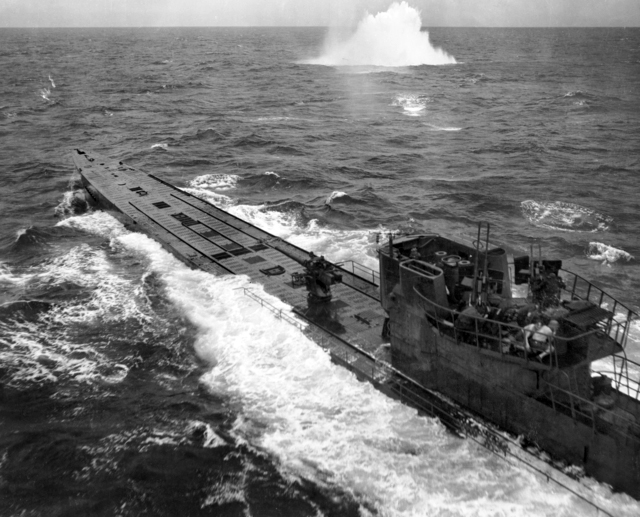
Un U-Boot attaccato da un aereo Alleato nel 1943

Fu la combinazione di aerei da pattugliamento VLR (Very Long Range, a lungo raggio) e di efficaci radar aeroportati a vincere la battaglia dell'Atlantico, ma tutto questo non poté avvenire se non grazie ad una vera e propria convergenza di tecnologie, situazioni e incremento delle risorse che portò gli Alleati a vincere questa lunghissima battaglia. Sia il Regno Unito che la Germania commisero errori strategici prima della guerra, i primi non considerando i sommergibili un avversario tanto tenace, i secondi non costruendone abbastanza. Nel confronto marittimo che si aprì nel 1939, il Regno Unito prevalse grazie alla sua abilità tecnologica e all'assistenza dei ricognitori americani, mentre la Germania, come accadde in ogni altro teatro, non poté competere con le risorse che gli Alleati profusero sia nel cielo sia nel mare.
Un numero maggiore di navi di scorta divenne disponibile a seguito dei programmi di costruzioni statunitensi e con il disimpegno delle imbarcazioni impegnate negli sbarchi nordafricani durante novembre e dicembre 1942. In particolare, furono progettati dei cacciatorpediniere di scorta (navi britanniche simili erano conosciute come fregate) più economici dei classici cacciatorpediniere e più adatti delle corvette. Non c'era quindi solo un numero sufficiente di navi per proteggere i convogli, ma anche gruppi dedicati a dare la caccia aggressivamente agli U-Boot.
L'aereo più importante della battaglia dell'Atlantico fu il Consolidated B-24 Liberator che entrò in servizio nel 1941 e fu prodotto in un numero maggiore di ogni altro aereo americano. Sebbene non fossero dotati di serbatoi autostagnanti ed armamento difensivo completo, ma con a disposizione fin dall'inizio il radar ASV Mark II, i Liberator dal marzo 1941 fornirono attraverso gli esemplari inquadrati nel 120° Squadron del Coastal Command una sufficiente copertura aerea ai convogli Alleati. Nel ruolo di ricognitore a lungo raggio poteva trasportare ventiquattro bombe di profondità consentendogli di insistere nell'attacco dopo il momento in cui gli Hudson e i Sunderland avrebbero esaurito le munizioni. Ma gli aerei di per sé non furono sufficienti, costringere il nemico sotto la superficie del mare non era abbastanza: gli U-Boot dovevano essere trovati e distrutti, e questo richiese sofisticate tecnologie.
Inoltre nell'ottobre 1941, l'introduzione delle MAC Ship (navi CAM) ossia mercantili ai quali furono rimosse le sovrastrutture per fare spazio ad un minuscolo ponte di volo, fu un altro forte fattore che permise una crescente superiorità Alleata nelle acque dell'oceano Atlantico.
Nel 1943, il nuovo comandante del Coastal Command, l'Air Marshal John Slessor, pose sotto continua sorveglianza il Golfo di Biscaglia, il principale punto di raccolta per gli U-Boot che salpavano dalla Francia. Le tattiche aggressive di Slessor causarono forti perdite tra i tedeschi, i quali furono costretti ad abbandonare i "branchi di lupi" e navigare per gran parte del tempo sott'acqua, riducendo drasticamente la durata delle missioni.
Furono i britannici a raggiungere i risultati più importanti, con la decodifica dei messaggi criptati prodotti dalla macchina Enigma e soprattutto con l'introduzione di radar aeroportati sia per l'intercettazione aria-aria (Airborne Interception o AI) che per la ricognizione navale ASV (Air-to-Surface Vessel).

### Il radar
L'ASV Mark I venne installato su dodici Hudson del Coastal Command nel gennaio del 1940 ma si rivelò un fallimento.
Dopo lunghi mesi di sperimentazioni, il governo britannico ordinò ben 4 000 modelli della nuova versione, l'ASV Mark II. Questo modello operava ad una frequenza altissima (9,7 cm), che se avesse funzionato nel modo corretto avrebbe impedito agli avvisatori antiradar tedeschi Metox la loro individuazione. Gli scienziati tedeschi non consideravano possibile lo sviluppo di tale strumento, e solo nel 1943, dopo l'abbattimento di un bombardiere inglese su Rotterdam, venne trovato nella sua carcassa il motivo dei successi Alleati nella lotta antisommergibile. I tecnici tedeschi si misero quindi al lavoro copiando lo strumento, e crearono il «Naxos», un avvisatore che funzionava contro i radar centimetrici ASV Mark II. Ma in questa escalation di questa primitiva guerra elettronica il Naxos divenne a sua volta un emettitore che i britannici furono in grado di individuare.
Inizialmente il radar fu impiegato semplicemente per avvicinarsi ai sommergibili, poi fece la sua comparsa il proiettore Leigh light che aiutò nel rilevamento accurato del bersaglio, essendo capace di puntarsi con l'aiuto del radar.

### La risposta tedesca: i ricevitori di allarme radar
Ad agosto 1942 gli U-Boot furono equipaggiati con rilevatori radar FuMB-1 Metox (Funkmess-Beobachtungs-Gerät - "ricevitore di allarme radar"), che permetteva ai sommergibili di rilevare i radar aeroportati Alleati VHF in banda metrica, precisamente da 1,3 a 2,6 metri. Questo sistema, equipaggiato con un'antenna detta "croce di Biscaglia", non forniva indicazioni sulla direzione dell'apparato rilevato, ma venne estensivamente utilizzato fino a che non vi fu un aumento della frequenza degli attacchi aerei, attribuiti alla rilevabilità dell'apparato stesso anche in base a false rivelazioni di un prigioniero britannico. In realtà gli Alleati avevano sviluppato un nuovo radar, l'H2S, che operava su banda centimetrica e non era quindi rilevabile dal Metox. Questo venne messo subito fuori servizio e sostituito dal FuMB-9 Wanze, anch'esso inefficace. Vari apparati si susseguirono acquisendo capacità direzionale (FuMB-7 Naxos) e tenuta all'acqua (gli ultimi FuMB-26 Tunis, mentre le versioni precedenti dovevano essere ritirate prima dell'immersione), ma fu solo con il FuMB-35 Athos che si raggiunse una vera affidabilità e versatilità, in quanto era dotato anche di un visore a tubo catodico, mentre i precedenti davano solo allarmi sonori; ne furono dotati gli U-Boot Tipo XXI.

### Leigh light

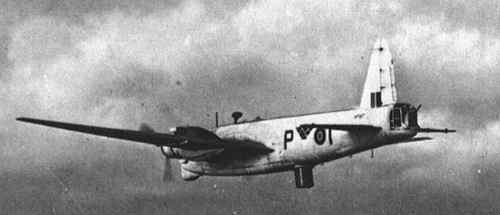
Un Vickers Wellington britannico, equipaggiato con il Leigh light

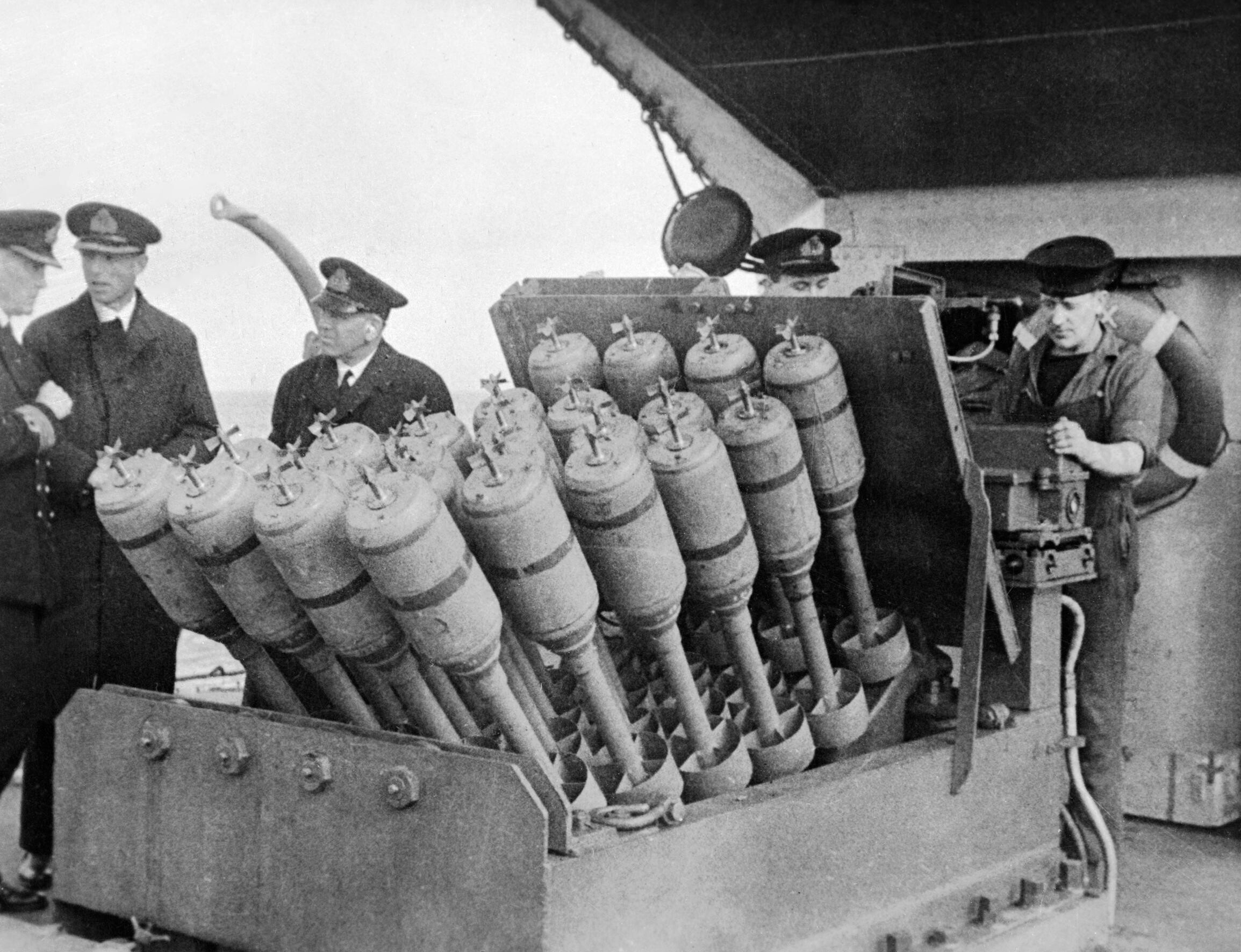
Il "porcospino", un mortaio antisommergibile, montato sul cacciatorpediniere Westcott

Il proiettore Leigh (Leigh light) era un proiettore da ricerca dal diametro di circa 50 cm installato in una torretta sotto la fusoliera dei bombardieri usato allo scopo di illuminare gli U-Boot nella fase finale dell'attacco tramite una potente luce automaticamente allineata con il radar di bordo. La Leigh light fu utilizzata per la prima volta nel gennaio 1941 su un Wellington equipaggiato con ASV Mark II. Questi, comandato dallo stesso inventore della Leigh light, lo Squadron Leader Humphrey de Verd Leigh, rilevò un sommergibile in emersione e all'ultimo momento accese il proiettore che gli permise di fare pieno centro con una carica di profondità.
L'individuazione con gli aerei equipaggiati con i radar poteva sopprimere l'attività degli U-Boot in una vasta area, ma un attacco aereo aveva successo solo in condizioni di buona visibilità. Gli U-Boot erano quindi piuttosto al sicuro da attacchi aerei notturni, poiché i piloti Alleati per illuminare la zona dovevano sparare un razzo illuminante che forniva un adeguato preavviso dell'attacco. La classica manovra difensiva dei sommergibili tedeschi era l'immersione rapida, manovra che durava appena venticinque secondi e che gli consentiva di immergersi completamente e variare rotta senza essere seguiti. Il Leigh light rubò agli U-Boot quei venticinque secondi. La reazione di Dönitz fu di dotare i sommergibili di armi antiaeree in modo da restare a galla e rispondere al fuoco.
Gli aerei Alleati acquisivano contatto con il sommergibile utilizzando il radar centimetrico e si allineavano su una rotta di attacco. Quando veniva raggiunta la distanza di un miglio (1,61 km), veniva accesa la luce che illuminava il bersaglio dal cielo. Questo dispositivo ingegnoso fece calare le navi perdute dagli Alleati da una stazza totale di 600 000 tonnellate al mese a 200 000.

### Porcospino
Alla fine del 1942 i britannici svilupparono una nuova arma che andò ad equipaggiare le navi da guerra. Si trattava del mortaio antisommergibile chiamato "porcospino" che poteva lanciare 24 bombe direttamente davanti alla nave attaccante. A differenza delle cariche di profondità, che esplodevano a una data profondità ed erano lanciate dalla poppa della nave disturbando l'acqua rendendo così difficile tracciare il bersaglio, le cariche del "porcospino" esplodevano solo quando colpivano il sommergibile. Quindi l'U-Boot poteva essere tracciato continuamente e attaccato fino al suo affondamento. L'arma si rivelò particolarmente efficace, aumentando la percentuale di affondamenti riusciti dal 7% a quasi il 25%. Quando una carica esplodeva, faceva esplodere anche le altre, incrementando l'efficacia dell'arma.

### Altre letture
Resoconti ufficiali
- (EN)  C.B.A. Behrens, Merchant Shipping and the Demands of War, Londra, HMSO. ISBN non esistente
- (EN)  S.E. Morison, The Two Ocean War e History of United States Naval Operation in World War II. Vol. I: The Battle of the Atlantic e vol. X: The Atlantic Battle Won. ISBN non esistente

Biografie
- (EN)  Peter Gretton, Convoy Escort Commander, Londra. ISBN non esistente (autobiografia di un comandante di un gruppo di scorta)
- (EN)  Denys Rayner, Escort: The Battle of the Atlantic, Londra, William Kimber 1955. ISBN non esistente

Racconti generali della campagna
- (EN)  David Fairbank, Bitter Ocean: The Battle of the Atlantic, 1939–1945. ISBN non esistente
- (EN)  Donald Macintyre, The Battle of the Atlantic, Londra 1961. ISBN non esistente
- (EN)  Jürgen Rohwer, The Critical Convoy Battles of March 1943, Londra, Ian Allan 1977. ISBN 0-7110-0749-7.
- (EN)  Dan van der Vat, The Atlantic Campaign, 1988. ISBN 0-340-37751-8

Altro
- Enzo Angelucci e Paolo Matricardi, Guida agli aeroplani di tutto il mondo (vol. III), 1979ª ed., Milano, Arnoldo Mondadori Editore, ISBN non esistente.